# Бородинское сражение
Бороди́нское сраже́ние, или Бороди́нская би́тва (во французской историографии — битва у Москвы-реки, фр. Bataille de la Moskova), — крупнейшее сражение Отечественной войны 1812 года между русской армией под командованием генерала от инфантерии светлейшего князя Михаила Голенищева-Кутузова и французской армией под командованием императора Наполеона I Бонапарта. Состоялось 26 августа (7 сентября) 1812 года у села Бородино, в 125 км к западу от Москвы.
В ходе 12-часового сражения французской армии удалось захватить позиции русской армии в центре и на левом крыле, но после прекращения боевых действий французская армия отошла на исходные позиции. На следующий день главнокомандующий русской армией М. И. Кутузов дал приказ отступать в связи с большими потерями и из-за наличия у императора Наполеона больших резервов, которые спешили на помощь французской армии.
В дальнейшем обе стороны приписывали победу себе, однако в ходе той битвы ни одна из сторон не добилась решительных желаемых результатов.
Считается самым кровопролитным в истории среди однодневных сражений.
8 сентября является днём воинской славы России — День Бородинского сражения русской армии под командованием М. И. Кутузова с французской армией.

## Предыстория
С начала вторжения французской армии на территорию Российской империи в июне 1812 года русские войска постоянно отступали. Быстрое продвижение французов лишало фактически исполнявшего обязанности главнокомандующего русской армией генерала от инфантерии Барклая-де-Толли возможности подготовить войска к сражению. Затянувшееся отступление вызвало общественное недовольство, поэтому император Александр I сместил Барклая-де-Толли и назначил главнокомандующим генерала от инфантерии Кутузова. Однако и новый главнокомандующий избрал путь отступления. Стратегия, выбранная Кутузовым, была основана, с одной стороны, на изнурении противника, с другой — на ожидании подкреплений, достаточных для решающего сражения с армией Наполеона.
22 августа (3 сентября) русская армия, отступавшая от Смоленска, расположилась у села Бородино, в 125 км от Москвы, где Кутузов решил дать генеральное сражение; откладывать его дальше было невозможно, так как император Александр требовал от Кутузова остановить продвижение императора Наполеона к Москве.
24 августа (5 сентября) состоялось сражение при Шевардинском редуте, которое задержало французские войска и дало возможность русским построить укрепления на основных позициях.

## Расстановка сил к началу битвы

### Численность войск
| Оценка численности войск, тыс. человек | Оценка численности войск, тыс. человек | Оценка численности войск, тыс. человек | Оценка численности войск, тыс. человек |
| Источник                               | Войска Наполеона                       | Русские войска                         | Год оценки                             |
| -------------------------------------- | -------------------------------------- | -------------------------------------- | -------------------------------------- |
| Бутурлин                               | 190                                    | 132                                    | 1824                                   |
| Сегюр                                  | 130                                    | 120                                    | 1824                                   |
| Шамбре                                 | 133,819                                | 130                                    | 1825                                   |
| Фэн                                    | 120                                    | 133,5                                  | 1827                                   |
| Клаузевиц                              | 130                                    | 120                                    | 1830-e                                 |
| Михайловский- Данилевский              | 160                                    | 128                                    | 1839                                   |
| Богданович                             | 130                                    | 120,8                                  | 1859                                   |
| Марбо                                  | 140                                    | 160                                    | 1860                                   |
| Бёртон                                 | 130                                    | 120,8                                  | 1914                                   |
| Гарнич                                 | 130,665                                | 119,3                                  | 1956                                   |
| Тарле                                  | 130                                    | 127,8                                  | 1962                                   |
| Грюнвальд                              | 130                                    | 120                                    | 1963                                   |
| Бескровный                             | 135                                    | 126                                    | 1968                                   |
| Чандлер                                | 156                                    | 120,8                                  | 1966                                   |
| Тири                                   | 120                                    | 133                                    | 1969                                   |
| Холмс                                  | 130                                    | 120                                    | 1971                                   |
| Даффи                                  | 133                                    | 125                                    | 1972                                   |
| Транье                                 | 127                                    | 120                                    | 1981                                   |
| Николсон                               | 128                                    | 106                                    | 1985                                   |
| Троицкий                               | 134                                    | 154,8                                  | 1988                                   |
| Васильев                               | 130                                    | 155,2                                  | 1997                                   |
| Смит                                   | 133                                    | 120,8                                  | 1998                                   |
| Земцов                                 | 127                                    | 154                                    | 1999                                   |
| Уртулль                                | 115                                    | 140                                    | 2000                                   |
| Безотосный                             | 135                                    | 150                                    | 2004                                   |
| Абрамов                                | 125,2135                               | 120                                    | 2012                                   |
| Среднее                                | 134,299                                | 130,312                                |                                        |

Общая численность русской армии определяется в 112—154 тысяч человек:
- историк Богданович: 103 тысячи регулярных войск (72 тыс. пехоты, 17 тыс. кавалерии, 14 тыс. артиллеристов), 7 тыс. казаков и 10 тыс. ратников ополчения, при 640 орудиях. Итого 120 тыс. человек[23][П 3].
- из мемуаров генерала Толя: 95 тыс. регулярных войск, 7 тыс. казаков и 10 тыс. ратников ополчения. Всего под ружьём 112 тыс. человек, «при сей армии 640 орудий артиллерии»[24].
- доктор исторических наук Троицкий Н.А : 115302 регулярных войск, 11 тыс. казаков и 28,5 тыс. ополчения, при 640 орудиях. Общая численность русской армии на Бородинском поле: 154,8 тыс. человек[25].

Численность французской армии оценивается около 138 тыс. солдат при 587 орудиях:
- Согласно данным маркиза Шамбре, перекличка, проведённая 21 августа (2 сентября), показала наличие в составе французской армии 133 815 строевых чинов (за некоторых отставших солдат их товарищи отозвались «заочно», рассчитывая, что те догонят армию)[26]. Однако это число не учитывает 1500 сабель кавалерийской бригады дивизионного генерала Пажоля, подошедших позже, и 3 тыс. строевых чинов главной квартиры[19].

Кроме того, учёт в составе русской армии ополченцев подразумевает добавление к регулярной французской армии многочисленных некомбатантов (15 тыс.), присутствовавших во французском лагере и по боеспособности соответствовавших русским ополченцам. То есть численность французской армии также возрастает. Подобно русским ополченцам, французские некомбатанты выполняли вспомогательные функции — выносили раненых, разносили воду и прочее.
Для военной истории важно проведение различия между общей численностью армии на поле боя и войсками, которые были введены в бой. Однако по соотношению сил, принявших непосредственное участие в сражении 26 августа (7 сентября) 1812 года, французская армия также имела численный перевес. Согласно энциклопедии «Отечественная война 1812 года», в конце сражения у Наполеона оставалось в резерве 18 тыс., а у Кутузова 8—9 тыс. регулярных войск (в частности, гвардейские Преображенский и Семёновский полки). В то же время Кутузов говорил, что русские ввели в бой «всё до последнего резерва, даже к вечеру и гвардию», «все резервы уже в деле».
Если оценивать качественный состав двух армий, то можно обратиться к мнению участника событий маркиза Шамбре, который отмечал, что французская армия имела превосходство, так как её пехота состояла в основном из опытных солдат, тогда как у русских было много новобранцев. Кроме того, преимущество французам давало значительное превосходство в тяжёлой кавалерии.

### Бой за Шевардинский редут

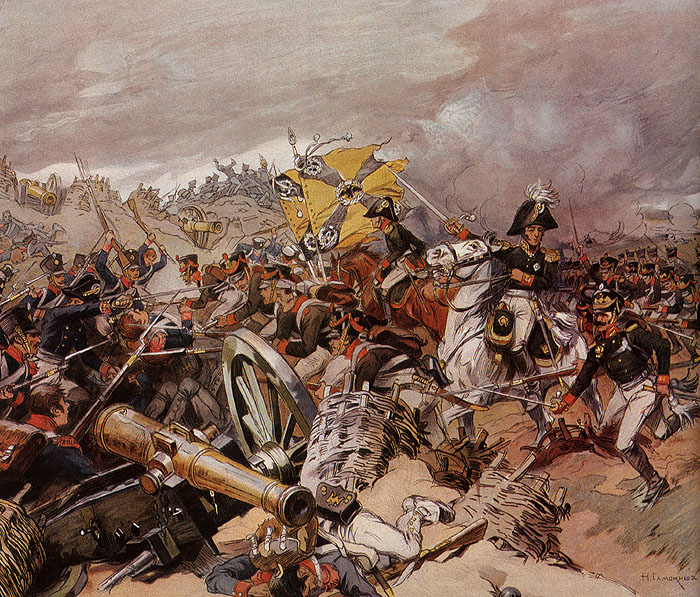
Атака Шевардинского редута. Самокиш, 1910

Замысел главнокомандующего русской армией Кутузова состоял в том, чтобы в ходе оборонительных действий нанести французским войскам как можно больше потерь, изменить соотношение сил, сохранить русские войска для дальнейших сражений и для полного разгрома французской армии. В соответствии с этим замыслом был построен боевой порядок русских войск.
Позиция, выбранная Кутузовым, выглядела как прямая линия, идущая от Шевардинского редута на левом фланге через большую батарею на Красном холме, названную позднее батареей Раевского, село Бородино в центре, к деревне Маслово на правом фланге.
Накануне главного сражения, ранним утром 24 августа (5 сентября), русский арьергард под командованием генерал-лейтенанта Коновницына, находившийся у Колоцкого монастыря в 8 км к западу от расположения главных сил, был атакован авангардом противника. Завязался упорный бой, продолжавшийся несколько часов. После того, как было получено известие об обходном движении противника, Коновницын отвёл войска за реку Колочу и присоединился к корпусам, занимавшим позицию в районе деревни Шевардино.
Около Шевардинского редута был размещён отряд генерал-лейтенанта Горчакова. Всего под командованием Горчакова находилось 11 тысяч человек и 46 орудий. Для прикрытия Старой Смоленской дороги остались 6 казачьих полков генерал-майора Карпова.
Великая армия Наполеона подходила к Бородину тремя колоннами. Основные силы: 3 кавалерийских корпуса маршала Мюрата, пехотные корпуса маршалов Даву, Нея, дивизионного генерала Жюно и гвардия — двигались по Новой Смоленской дороге. Севернее их наступали пехотный корпус вице-короля Италии Евгения Богарне и кавалерийский корпус дивизионного генерала Груши. По Старой Смоленской дороге приближался корпус дивизионного генерала Понятовского. Против защитников укрепления было направлено 35 тысяч пехоты и кавалерии, 180 орудий.
Неприятель, охватывая Шевардинский редут с севера и юга, пытался окружить войска генерал-лейтенанта Горчакова.
Французы дважды врывались в редут, и каждый раз пехота генерал-лейтенанта Неверовского выбивала их. На Бородинское поле спускались сумерки, когда противнику ещё раз удалось овладеть редутом и ворваться в деревню Шевардино, русские резервы из 2-й гренадерской и 2-й сводно-гренадерской дивизий отбили редут.
Бой постепенно ослабел и, наконец, прекратился. Главнокомандующий русской армией Кутузов приказал генерал-лейтенанту Горчакову отвести войска к главным силам за Семёновский овраг.

Шевардинский редут на Бородинском поле, реставрация 1912 года
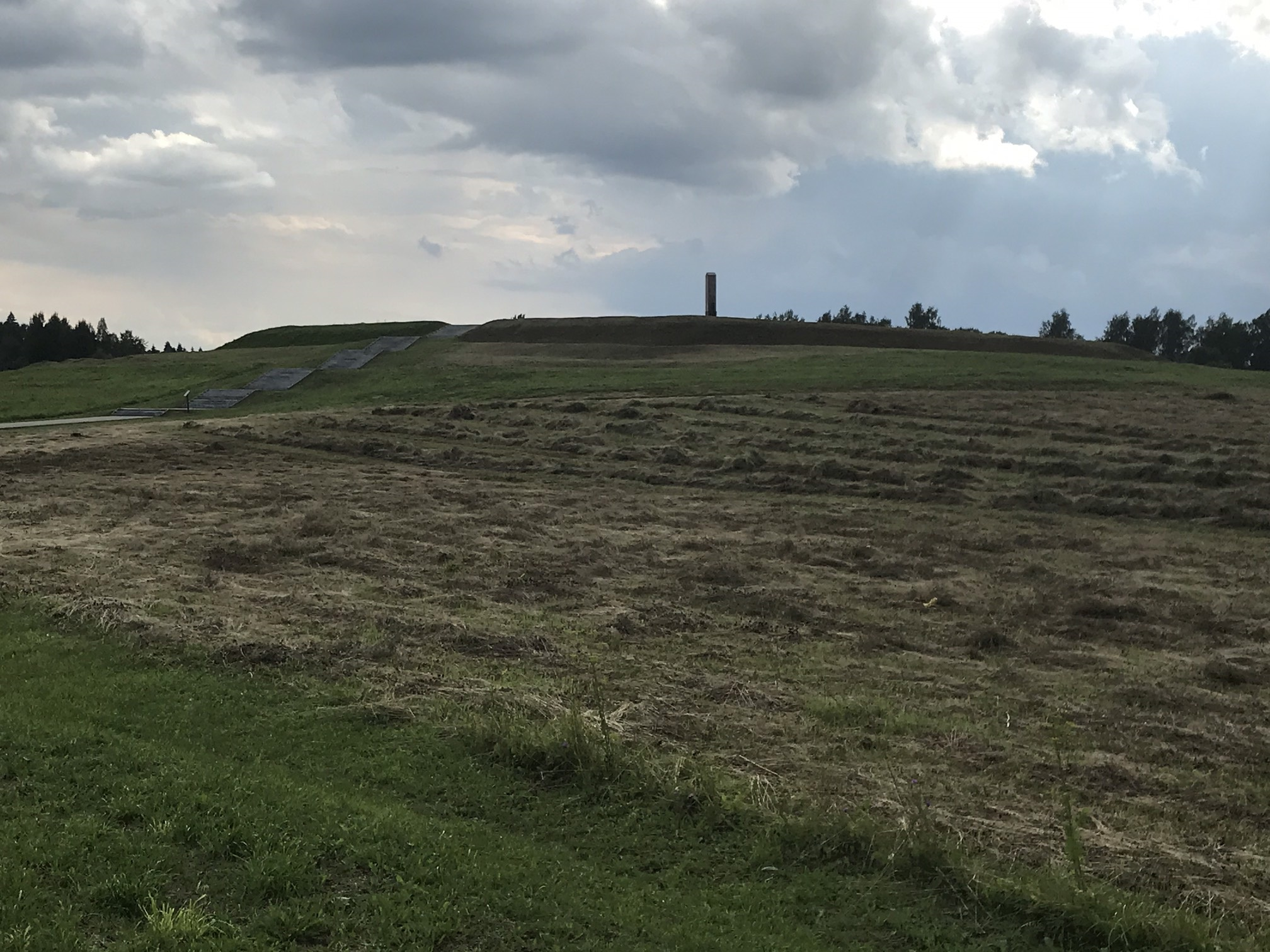
Шевардинский редут: вид с тыльной части
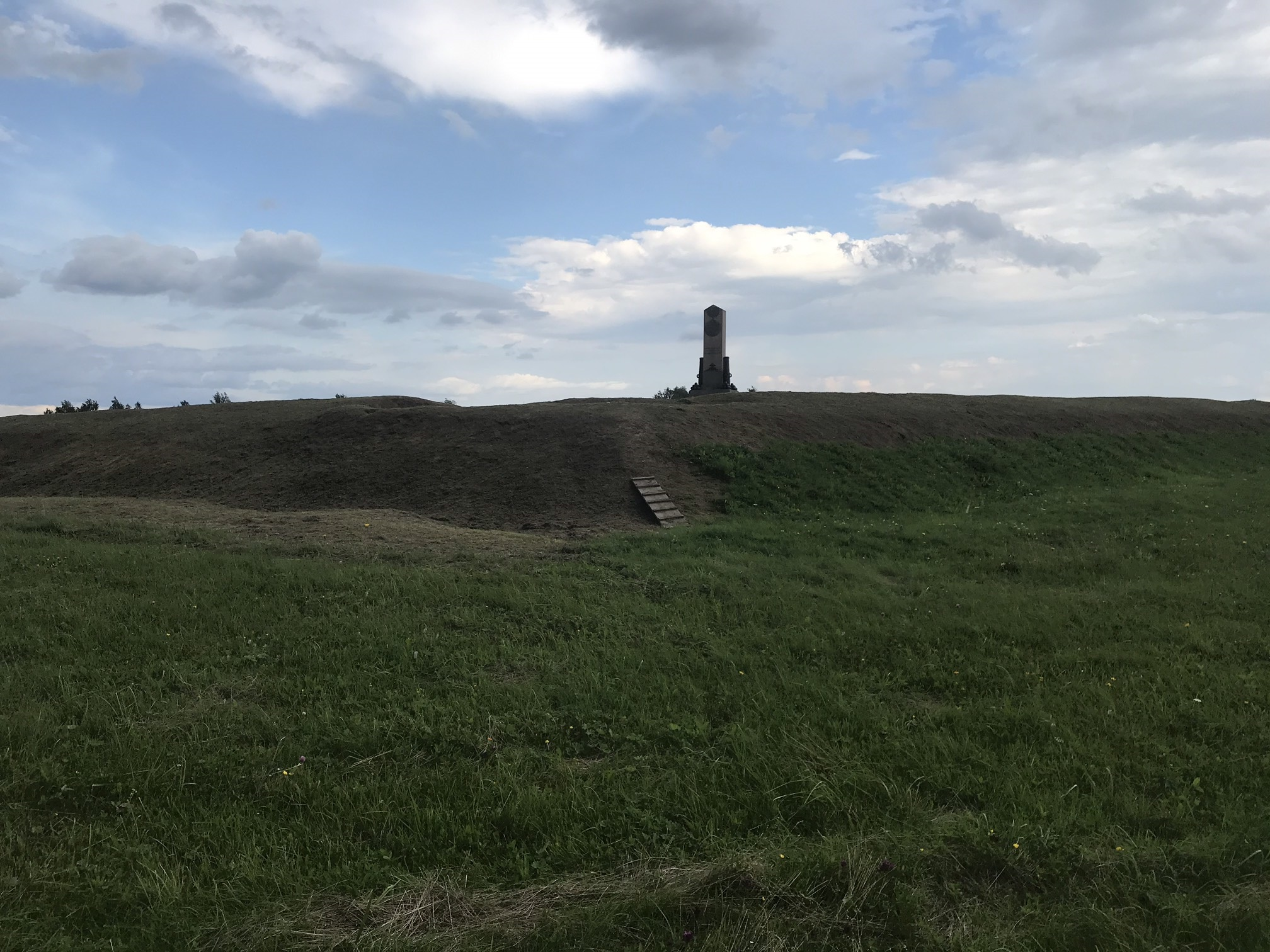
Шевардинский редут: вид с фронтальной части

### Начальная позиция

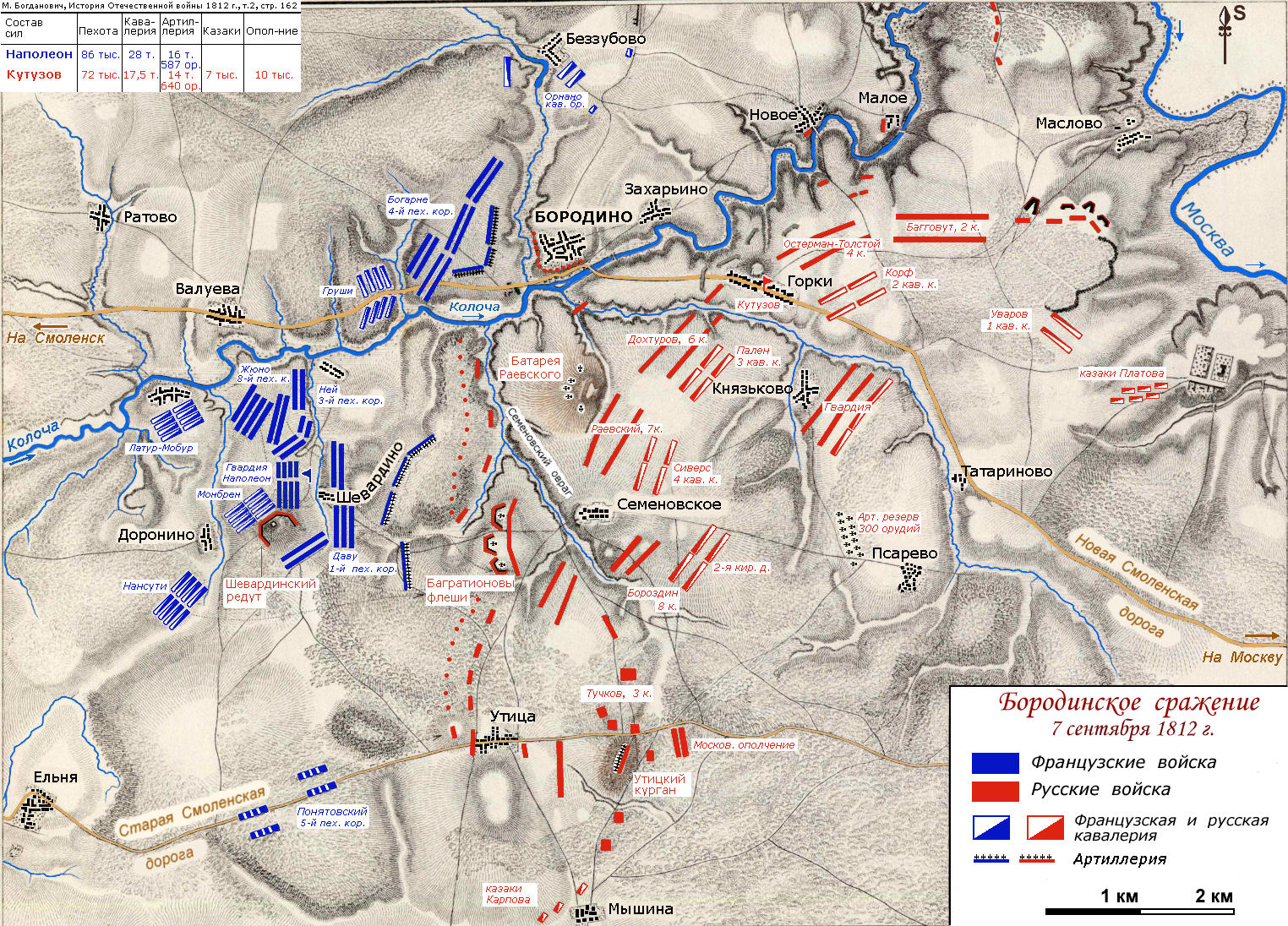
Диспозиция сил при Бородине к утру а

Весь день 25 августа (6 сентября) войска обеих сторон готовились к предстоящему сражению. Шевардинский бой дал возможность русским войскам выиграть время для завершения оборонительных работ на бородинской позиции, позволил уточнить группировку сил французских войск и направление их главного удара. Оставив Шевардинский редут, 2-я армия отогнула левый фланг за реку Каменку, и боевой порядок армии принял форму тупого угла. Оба фланга русской позиции занимали по 4 км, но были неравнозначны. Правый фланг образовывала 1-я армия генерала от инфантерии Барклая-де-Толли в составе 3 пехотных, 3 кавалерийских корпусов и резервов (76 тысяч человек, 480 орудий), фронт его позиции прикрывала река Колоча. Левый фланг образовывала меньшая по численности 2-я армия генерала от инфантерии Багратиона (34 тысячи человек, 156 орудий). Кроме того, левый фланг не имел таких сильных естественных препятствий перед фронтом, как правый.
После потери 24 августа (5 сентября) Шевардинского редута позиция левого фланга стала ещё более уязвимой и опиралась только на 3 недостроенных флеши.
Таким образом, в центре и на правом крыле русской позиции Кутузов разместил 4 пехотных корпуса из 7, а также 3 кавалерийских корпуса и казачий корпус Платова. По замыслу Кутузова, такая мощная группировка войск надёжно прикрывала московское направление и одновременно позволяла при необходимости наносить удары во фланг и тыл французских войск. Боевой порядок русской армии был глубоким и позволял осуществлять широкие манёвры силами на поле сражения. Первую линию боевого порядка русских войск составляли пехотные корпуса, вторую линию — кавалерийские корпуса, а третью — резервы. Кутузов высоко оценивал роль резервов, указав в диспозиции на сражение: «Резервы должны быть оберегаемы сколь можно долее, ибо тот генерал, который сохранит ещё резерв, не побеждён».

Пехотные дивизии выстроились в три линии следующим образом: в первой линии два полка егерских, во второй же и третьей по 2 полка пехотных; но, принимая в расчет части, находившиеся в общем резерве, как и кавалерийские дивизии, оказывалось, что войска левого фланга стояли в шесть и даже в семь линий. Все протяжение наших линий занимало верст пять в длину и в глубину с версту. По сей причине неприятелю было весьма трудно прорвать наш фронт; но мы потеряли много людей от действия неприятельской артиллерии, коей ядра достигали наших задних линий.
— Н.Н. Муравьёв-Карский. Записки. Русские мемуары. Избранные страницы. 1800—1825. М., 1989. С. 104-122

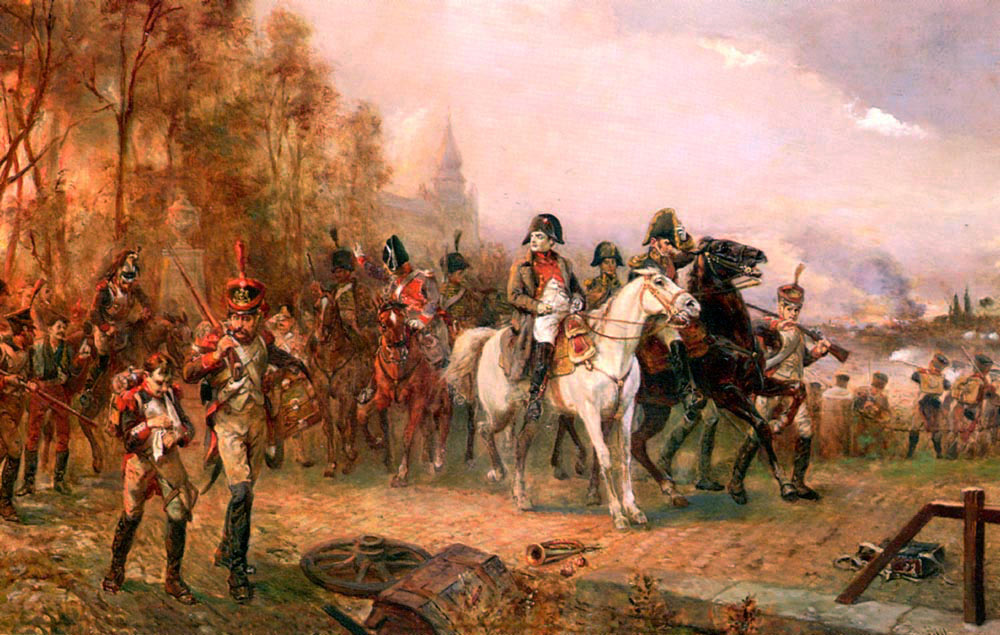
«Наполеон при Бородино». Художник Роберт Александр Хиллингфорд, кон. XIX в.

Император Наполеон, обнаружив на рекогносцировке 25 августа (6 сентября) слабость левого фланга русской армии, решил нанести по нему главный удар. Сообразно с этим он разработал план сражения. Прежде всего ставилась задача овладеть левым берегом реки Колочи, для чего следовало захватить село Бородино в центре русской позиции. Этот манёвр, по мнению Наполеона, должен был отвлечь внимание русских от направления главного удара. Затем перевести основные силы французского войска на правый берег Колочи и, опираясь на Бородино, ставшее как бы осью захода, оттеснить правым крылом армию Кутузова в угол, образуемый слиянием Колочи с Москвой-рекой, и уничтожить.
Для выполнения поставленной задачи Наполеон вечером 25 августа (6 сентября) стал концентрировать основные силы (до 95 тысяч) в районе Шевардинского редута. Общая численность французских войск перед фронтом 2-й армии достигала 115 тысяч. Для отвлекающих действий в ходе сражения в центре и против правого фланга Наполеон выделял не более 20 тысяч солдат.
Наполеон понимал, что охват русских войск с флангов затруднён, поэтому вынужден был прибегнуть к фронтальной атаке с целью прорвать оборону русской армии на относительно узком участке у Багратионовых флешей, выйти в тыл русским войскам, прижать их к Москве-реке, уничтожить их и открыть себе путь к Москве. На направлении главного удара на участке от батареи Раевского до Багратионовых флешей, который имел протяжённость 2,5 километра, была сосредоточена основная масса французских войск: корпуса маршалов Даву, Нея, Мюрата, дивизионного генерала Жюно, а также гвардия. Чтобы отвлечь внимание русских войск, французы планировали осуществить вспомогательные удары на Утицу и Бородино. Французская армия имела глубокое построение своего боевого порядка, что позволяло ей наращивать ударную силу из глубины.
Источники указывают на особый замысел Кутузова, который заставил Наполеона атаковать именно левый фланг. Задачей Кутузова было определить для левого фланга то необходимое число войск, которое позволило бы предотвратить прорыв его позиций. Историк Тарле приводит точные слова Кутузова: «Когда неприятель… употребит в дело последние резервы свои на левый фланг Багратиона, то я пущу ему скрытое войско во фланг и тыл».
В ночь на 26 августа (7 сентября) 1812 года, основываясь на данных, полученных в ходе Шевардинского боя, Кутузов принял решение усилить левый фланг, для чего приказал перевести из резерва и передать командующему 2-й армии Багратиону 3-й пехотный корпус генерал-лейтенанта Тучкова 1-го, а также артиллерийский резерв из 168 орудий, разместив его около Псарёва. По замыслу Кутузова, 3-й корпус должен был быть готовым действовать во фланг и тыл французских войск. Однако начальник штаба Кутузова генерал Беннигсен вывел 3-й корпус из засады и разместил его фронтом к французским войскам, что не соответствовало плану Кутузова. Действия Беннигсена оправдываются его намерением следовать формальному плану битвы.
Перегруппировка части русских сил на левый фланг уменьшила диспропорцию сил и превратила фланговую атаку, ведущую по замыслу Наполеона к стремительному разгрому русской армии, в кровопролитное фронтальное сражение.

## Ход сражения

### Начало битвы

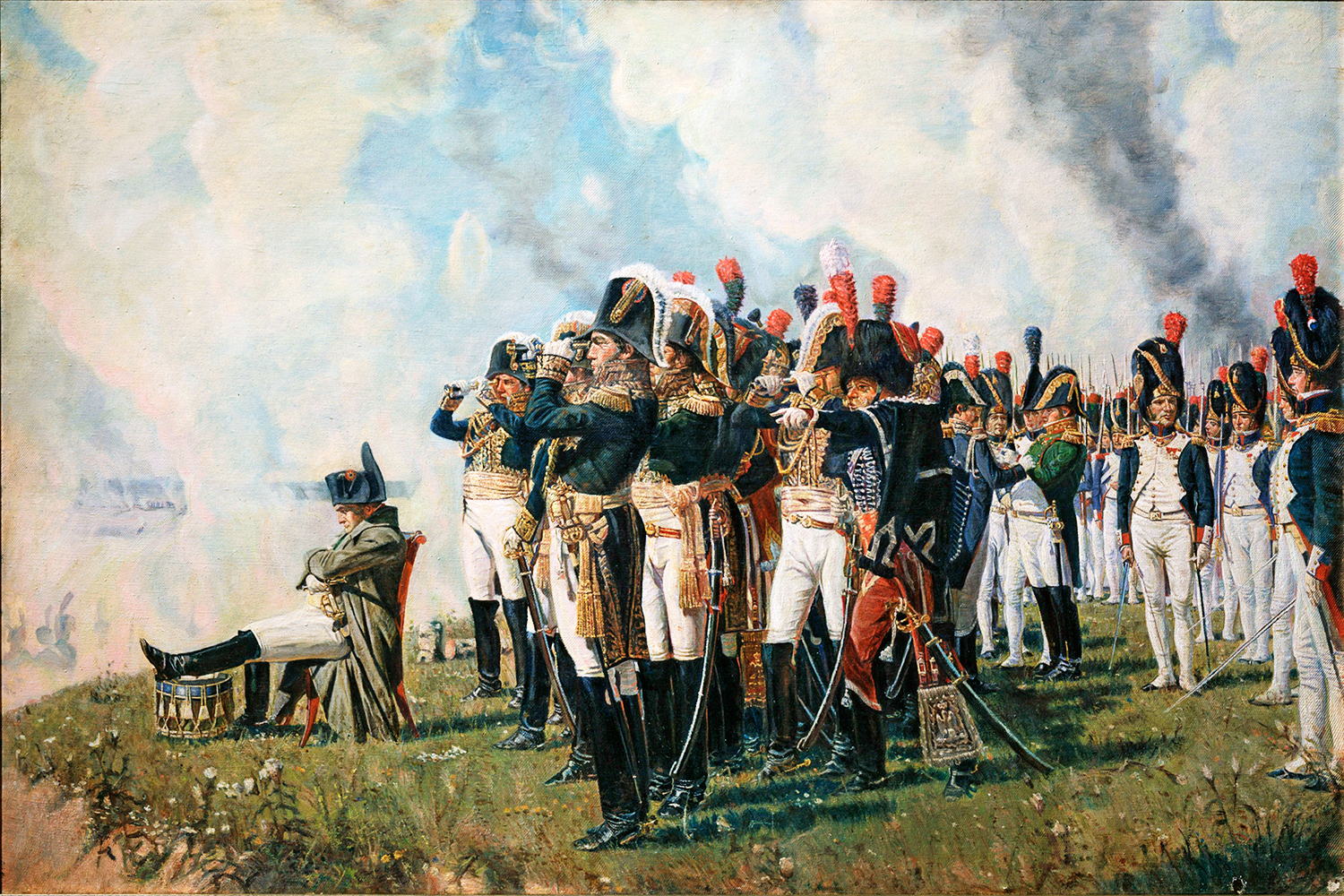
Наполеон на Бородинских высотах. Верещагин (1897)

В пять часов тридцать минут утра 26 августа (7 сентября) 1812 года более 100 французских орудий начали артиллерийский обстрел позиций левого фланга. Одновременно с началом обстрела на центр русской позиции, село Бородино, под прикрытием утреннего тумана в отвлекающую атаку двинулась дивизия генерала Дельзона из корпуса вице-короля Италии Евгения Богарне. Село оборонял лейб-гвардии Егерский полк под командованием полковника Бистрома. Потеряв более трети состава, егеря вынуждены были по мосту отступить за реку Колочу. 106-й линейный полк французов, ободрённый занятием села Бородино, вслед за егерями перешёл через реку. Но гвардейские егеря, получив подкрепление, отразили все попытки неприятеля прорвать здесь оборону русских:
«Французы, ободренные занятием Бородина, бросились вслед за егерями и почти вместе с ними перешли реку, но гвардейские егери, подкрепленные пришедшими с полковником Манахтиным полками и егерской бригадой 24-й дивизии под командой полковника Вуича, вдруг обратились на неприятеля и соединенно с пришедшими к ним на помощь ударили в штыки, и все находившиеся на нашем берегу французы были жертвою дерзкого их предприятия. Мост на реке Колоче совершенно был истреблен, несмотря на сильной неприятельской огонь, и французы в течение целого дня не осмеливались уже делать покушения к переправе и довольствовались перестрелкою с нашими егерями».

### Багратионовы флеши

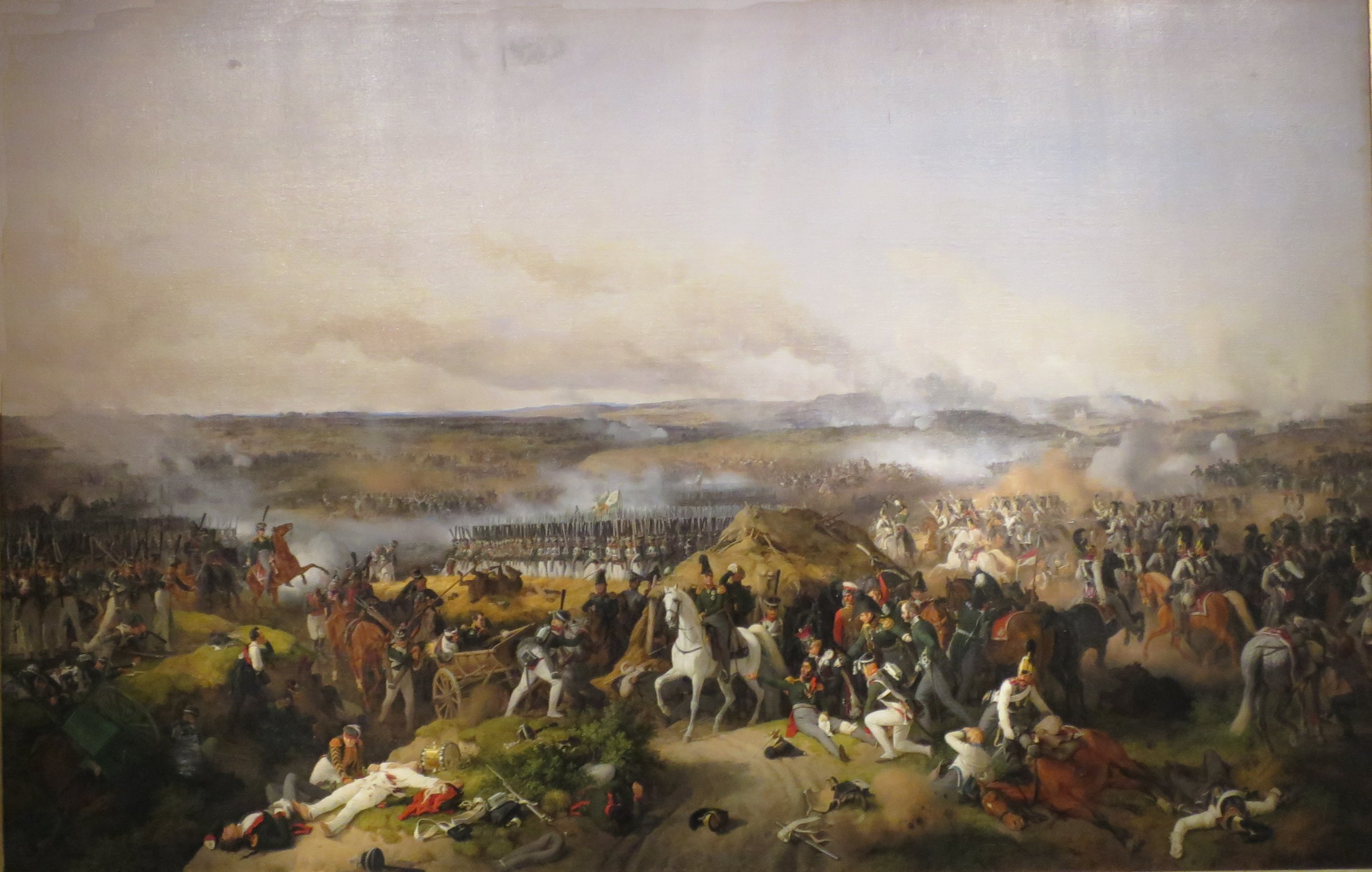
Бородинское сражение. В центре картины раненый генерал Багратион, рядом с ним на коне генерал Коновницын. Вдали виднеется каре лейб-гвардии. Художник Петер Гесс, 1843

Флеши накануне сражения были заняты 2-й сводно-гренадерской дивизией под командованием генерала Воронцова. В шестом часу утра после непродолжительной перестрелки началась атака французов на Багратионовы флеши. В первой атаке дивизии генералов Дессе и Компана из корпуса Даву, преодолев сопротивление егерей, пробились через Утицкий лес, но, едва начав строиться на опушке напротив самой южной флеши, попали под картечный огонь и были опрокинуты.
В восьмом часу утра Даву повторил атаку и захватил южную флешь. Багратион на помощь 2-й сводно-гренадерской дивизии направил 27-ю пехотную дивизию генерала Неверовского, а также Ахтырских гусар и Новороссийских драгун для удара во фланг. Французы оставили флеши, понеся при этом большие потери. Были ранены оба дивизионных генерала Дессе и Компан, при падении с убитого коня контужен командующий 1-м корпусом маршал Даву, ранены практически все бригадные командиры.
Для третьей атаки Наполеон усилил атакующие силы ещё тремя пехотными дивизиями из корпуса маршала Нея, тремя кавалерийскими корпусами маршала Мюрата и артиллерией, доведя её численность до 160 орудий.

Багратионовы флеши на Бородинском поле, реставрация 1912 года
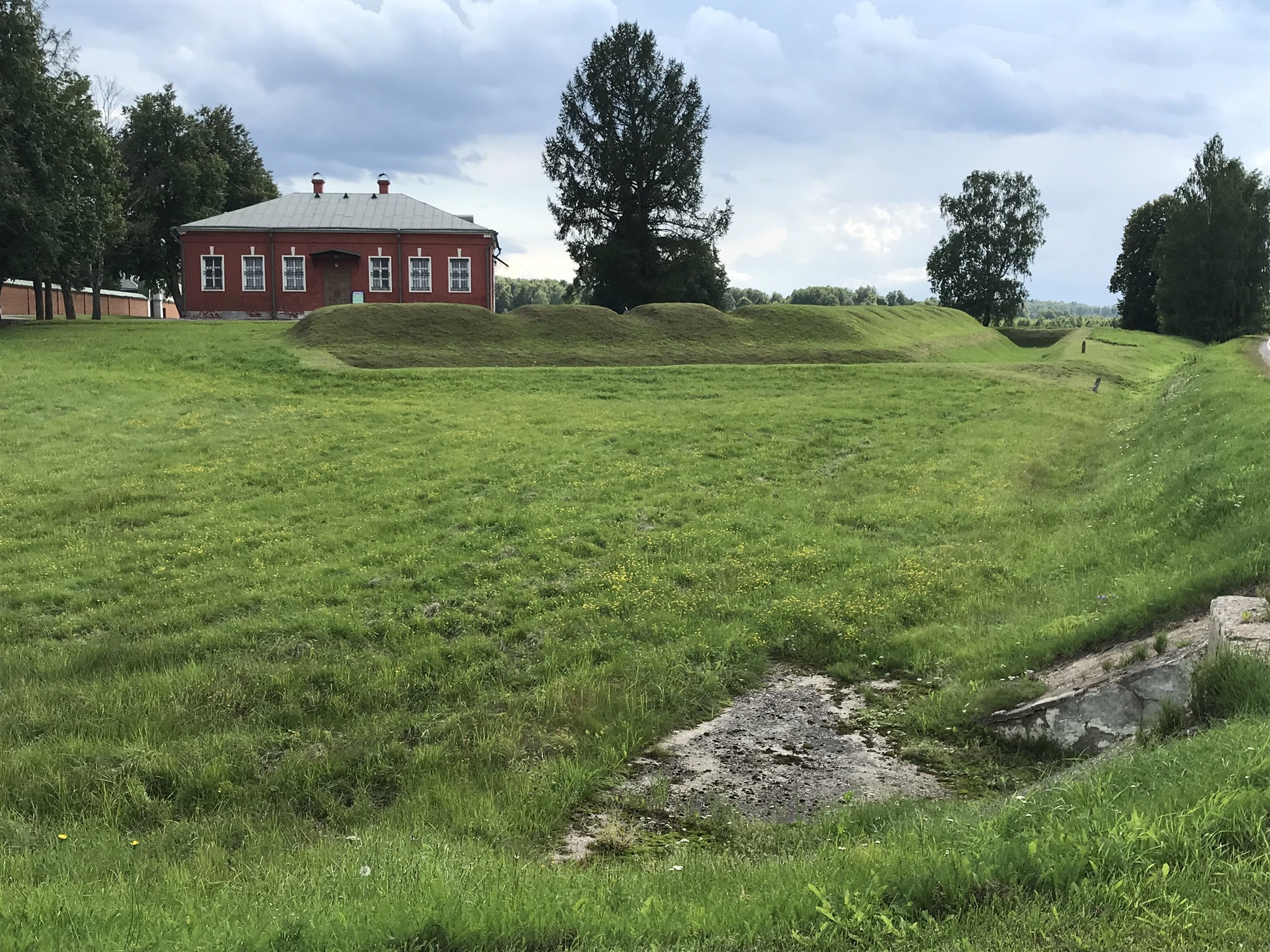
Северная Багратионова флешь. На заднем плане — здание экспозиции «Герои романа „Война и мир“ на Бородинском поле»
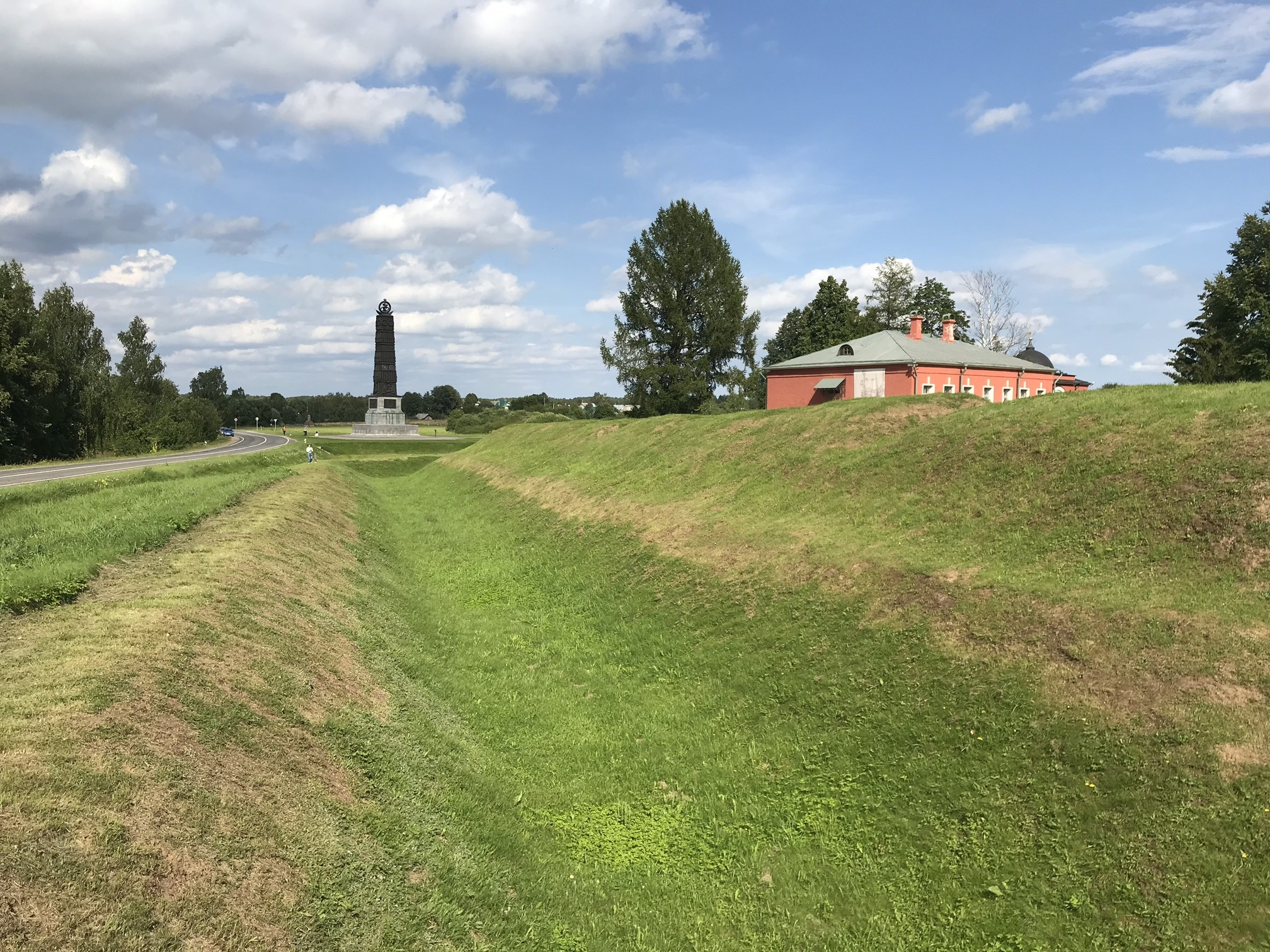
Северная Багратионова флешь. На заднем плане — здание экспозиции «Герои романа „Война и мир“ на Бородинском поле» и памятник «Благодарная Россия – своим защитникам»
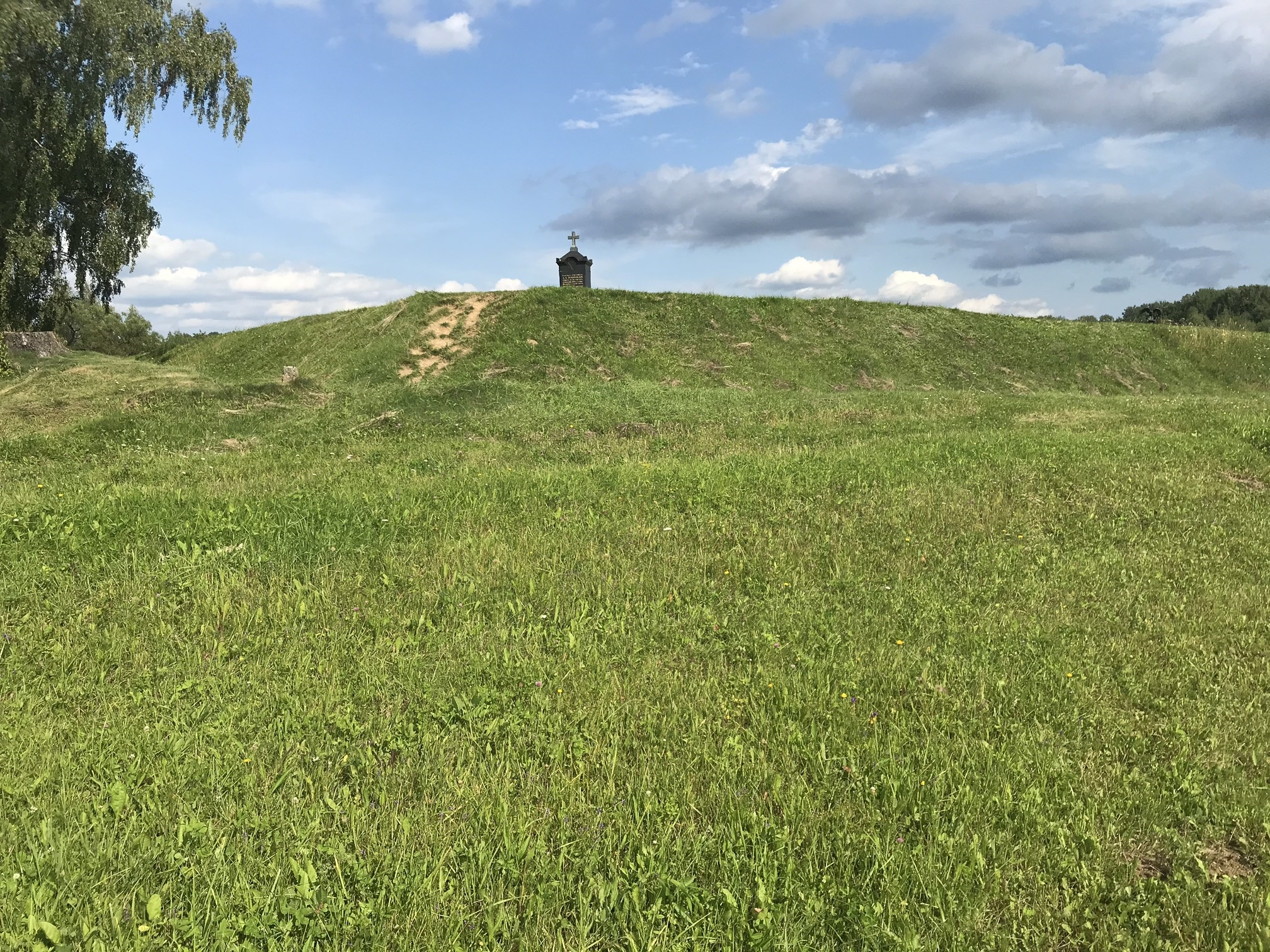
Южная Багратионова флешь. Фронтальный вид центральной части
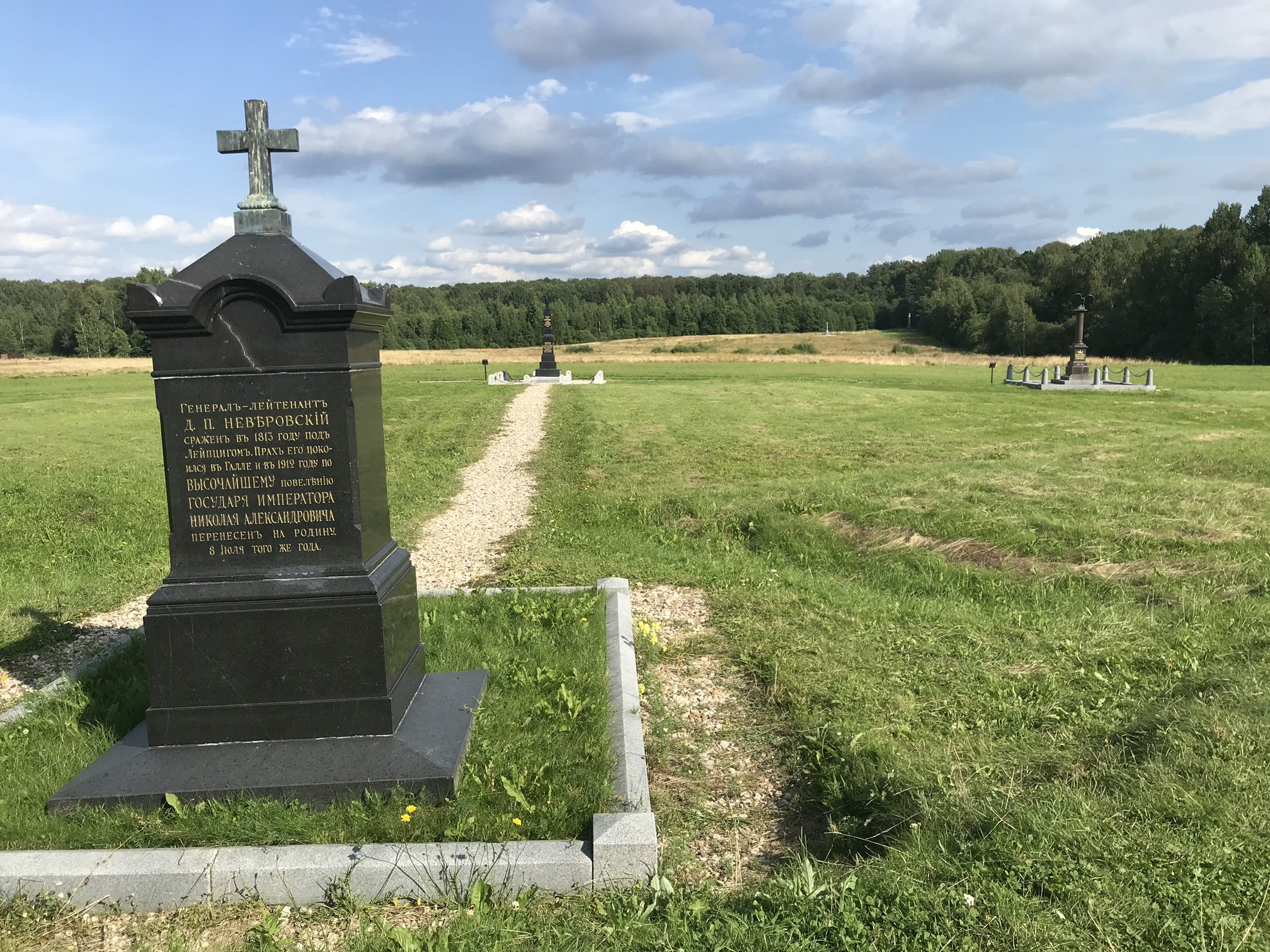
Южная Багратионова флешь. Могила генерала Д. П. Неверовского

Багратион, определив направление главного удара, выбранного Наполеоном, приказал генералу Раевскому, занимавшему центральную батарею, немедленно передвинуть к флешам всю вторую линию войск его 7-го пехотного корпуса, а генералу Тучкову 1-му — направить защитникам флешей 3-ю пехотную дивизию генерала Коновницына. Одновременно в ответ на требование подкреплений Кутузов направил к Багратиону из резерва лейб-гвардии Литовский и Измайловский полки, 1-ю сводно-гренадерскую дивизию, семь полков 3-го кавалерийского корпуса и 1-ю кирасирскую дивизию. С крайнего правого на левый фланг по приказу командующего 1-й армией начал перемещение 2-й пехотный корпус генерал-лейтенанта Багговута.
После сильной артиллерийской подготовки французам удалось ворваться в южную флешь и в промежутки между флешами. В штыковом бою были ранены и унесены с поля боя командиры дивизий, генералы Неверовский (27-я пехотная) и Воронцов (2-я сводно-гренадерская).
Французы были контратакованы тремя кирасирскими полками, причём маршал Мюрат чуть не попал русским кирасирам в плен, едва успев скрыться в рядах вюртембергской пехоты. Отдельные части французов вынуждены были отойти, но кирасиры, не поддержанные пехотой, были контратакованы французской кавалерией и отбиты. Около 10 часов утра флеши остались в руках французов.

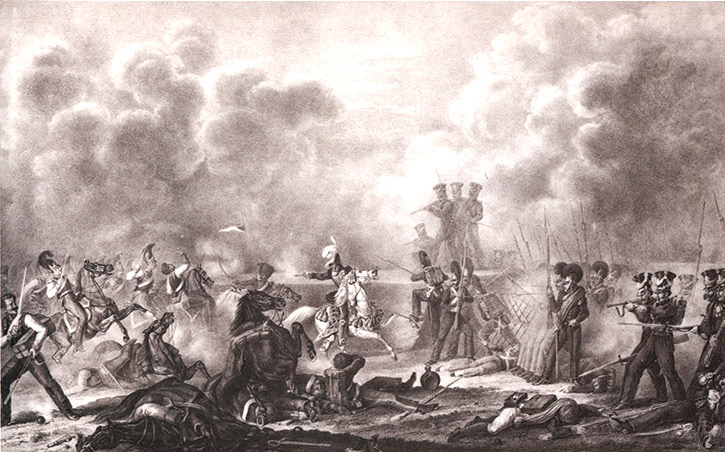
Маршал Мюрат (в центре) на Багратионовых флешах спасается от погони. Фабер-дю-Фор

Контратака подоспевшей 3-й пехотной дивизии Коновницына исправила положение. При этом погиб генерал-майор Тучков 4-й, возглавивший атаку Ревельского и Муромского полков.
Примерно в это же время через Утицкий лес в тыл флешей пробился французский 8-й Вестфальский корпус дивизионного генерала Жюно. Положение спасла 1-я конная батарея капитана Захарова, которая в это время направлялась в район флешей. Захаров, увидев угрозу флешам с тыла, спешно развернул орудия и открыл огонь по врагу, строившемуся к атаке. Подоспевшие четыре пехотных полка 2-го корпуса Багговута оттеснили в Утицкий лес корпус Жюно, нанеся ему ощутимые потери. Некоторые русские историки утверждают, что при повторном наступлении корпус Жюно был разгромлен в рукопашном бою, однако вестфальские и французские источники полностью это опровергают. По воспоминаниям непосредственных участников, 8-й корпус Жюно участвовал в сражении до самого вечера.
К четвёртой атаке в 11-м часу утра Наполеон сконцентрировал против флешей около 45 тысяч пехоты и кавалерии и почти 400 орудий. Эту решающую атаку в русской историографии иногда называют восьмой, считая действия корпуса Жюно как шестую и седьмую атаки.
Багратион, видя, что артиллерия флешей не может остановить движение французских колонн, возглавил всеобщую контратаку левого крыла (остатки 2-й сводно-гренадерской, 27-й пехотной, 3-й пехотной, части правого фланга 4-го корпуса и другие разрозненные части, в том числе артиллерии), общая численность войск которого составляла приблизительно лишь 20 тысяч человек. Натиск первых рядов русских был остановлен, и завязался жестокий рукопашный бой, продолжавшийся более часа. Перевес склонялся на сторону русских войск, но во время перехода в контратаку раненый осколком ядра в бедро Багратион упал с лошади и был вывезен с поля битвы. Весть о ранении Багратиона мгновенно пронеслась по рядам русских войск и оказала огромное воздействие на русских солдат. Русские войска стали отступать.
Генерал Коновницын принял командование 2-й армией и вынужден был окончательно оставить флеши за французами. Остатки войск, почти потерявшие управление, были отведены им на новый оборонительный рубеж за Семёновским оврагом, по которому протекал одноимённый ручей. На той же стороне оврага находились нетронутые резервы — лейб-гвардии Литовский и Измайловский полки. Русские батареи в 300 орудий держали под обстрелом весь Семёновский ручей. Французы, увидев сплошную стену русских, не решились атаковать с ходу.
Направление главного удара французов сместилось с левого фланга в центр, на батарею Раевского. В то же время Наполеон не прекратил атаку левого фланга русской армии. Южнее села Семёновского выдвигался кавалерийский корпус Нансути, севернее — Латур-Мобура, в то время как с фронта на Семёновское бросилась пехотная дивизия генерала Фриана. В это время Кутузов назначил командира 6-го корпуса генерала от инфантерии Дохтурова начальником войск всего левого фланга вместо генерал-лейтенанта Коновницына. Лейб-гвардия выстроилась в каре и в течение нескольких часов отбивала атаки «железных всадников» Наполеона (кирасир из корпуса Нансути). На помощь гвардии были посланы на юге кирасирская дивизия Дуки, на севере кирасирская бригада Бороздина и 4-й кавалерийский корпус Сиверса. Кровопролитное сражение с кавалерией Латур-Мобура завершилась отходом французских кирасир, отброшенных за овраг Семёновского ручья.
Русские войска так и не были полностью выбиты из Семёновского до конца сражения.

### Бой за Утицкий курган

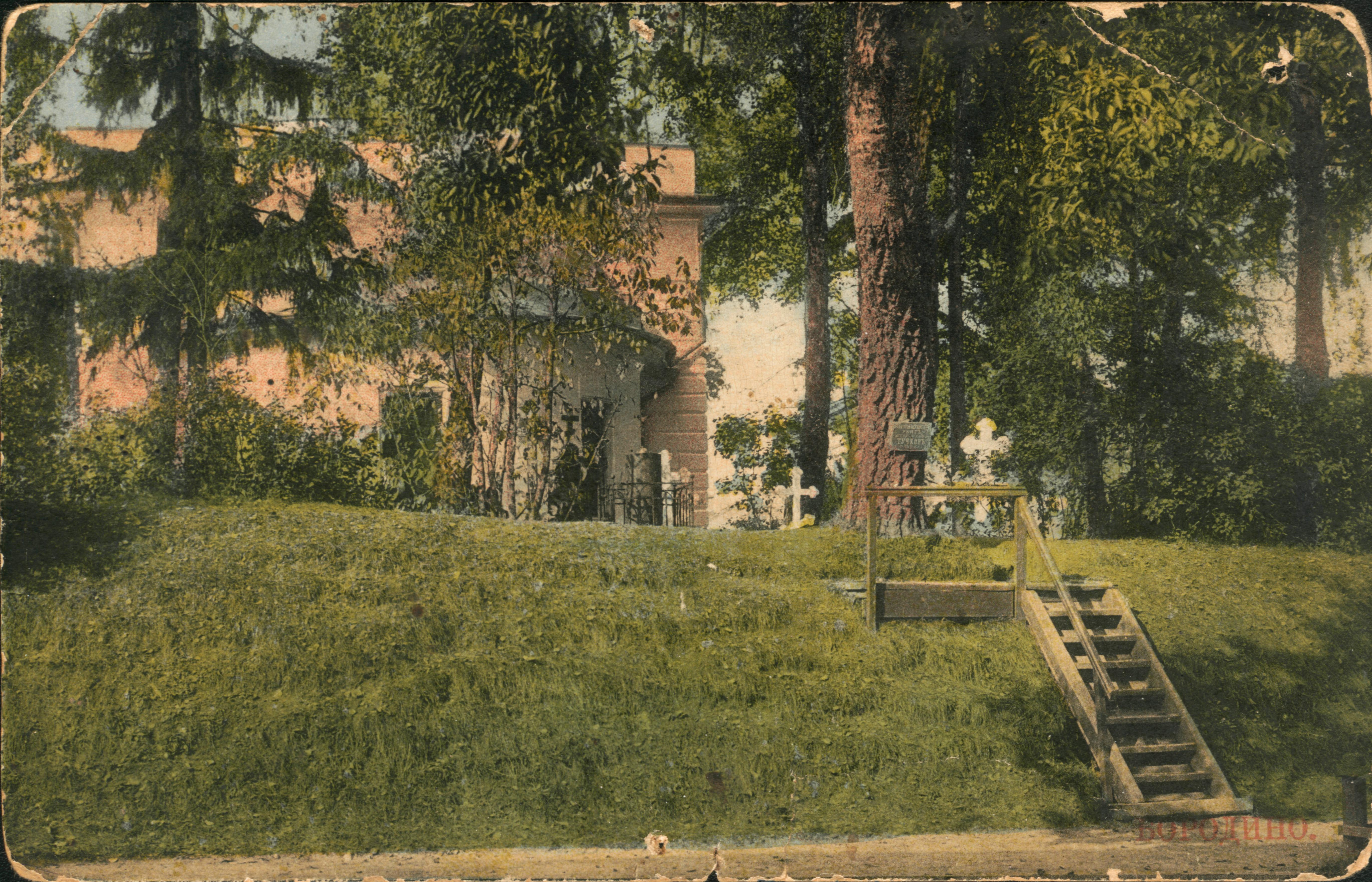
Семёновская флешь в 1912 году. Место гибели генерал-майора Тучкова 4-го

Накануне сражения 25 августа (6 сентября) по приказу Кутузова в район Старой Смоленской дороги был направлен 3-й пехотный корпус генерала Тучкова 1-го и до 10 тысяч ратников Московского и Смоленского ополчений. В этот же день к войскам присоединились ещё 2 казачьих полка Карпова. Для связи с флешами в Утицком лесу заняли позицию егерские полки генерал-майора Шаховского.
По замыслу Кутузова, корпус Тучкова должен был внезапно из засады атаковать фланг и тыл неприятеля, ведущего бой за Багратионовы флеши. Однако ранним утром начальник штаба Беннигсен выдвинул отряд Тучкова из засады.
26 августа (7 сентября) 5-й корпус французской армии, состоявший из поляков под командованием генерала Понятовского, двинулся в обход левого фланга русской позиции. Войска встретились перед Утицей около 8 часов утра, в тот момент, когда генерал Тучков 1-й по приказу Багратиона уже отправил в его распоряжение дивизию Коновницына. Неприятель, выйдя из леса и оттеснив русских егерей от деревни Утицы, оказался на высотах. Установив на них 24 орудия, противник открыл ураганный огонь. Тучков 1-й вынужден был отойти к Утицкому кургану — более выгодному для себя рубежу. Попытки Понятовского продвинуться и захватить курган успеха не имели.
Около 11 утра Понятовский, получив слева поддержку от 8-го пехотного корпуса Жюно, сосредоточил огонь из 40 орудий против Утицкого кургана и захватил его штурмом. Это дало ему возможность действовать в обход русской позиции.
Тучков 1-й, стремясь ликвидировать опасность, принял решительные меры к возвращению кургана. Он лично организовал контратаку во главе полка Павловских гренадер. Курган был возвращён, но сам генерал-лейтенант Тучков 1-й получил смертельную рану. Его заменил генерал-лейтенант Багговут, командир 2-го пехотного корпуса.
Багговут оставил Утицкий курган лишь после того, как защитники Багратионовых флешей отошли за Семёновский овраг, что сделало его позицию уязвимой для фланговых атак. Он отступил к новой линии 2-й армии.

Утицкий курган на Бородинском поле
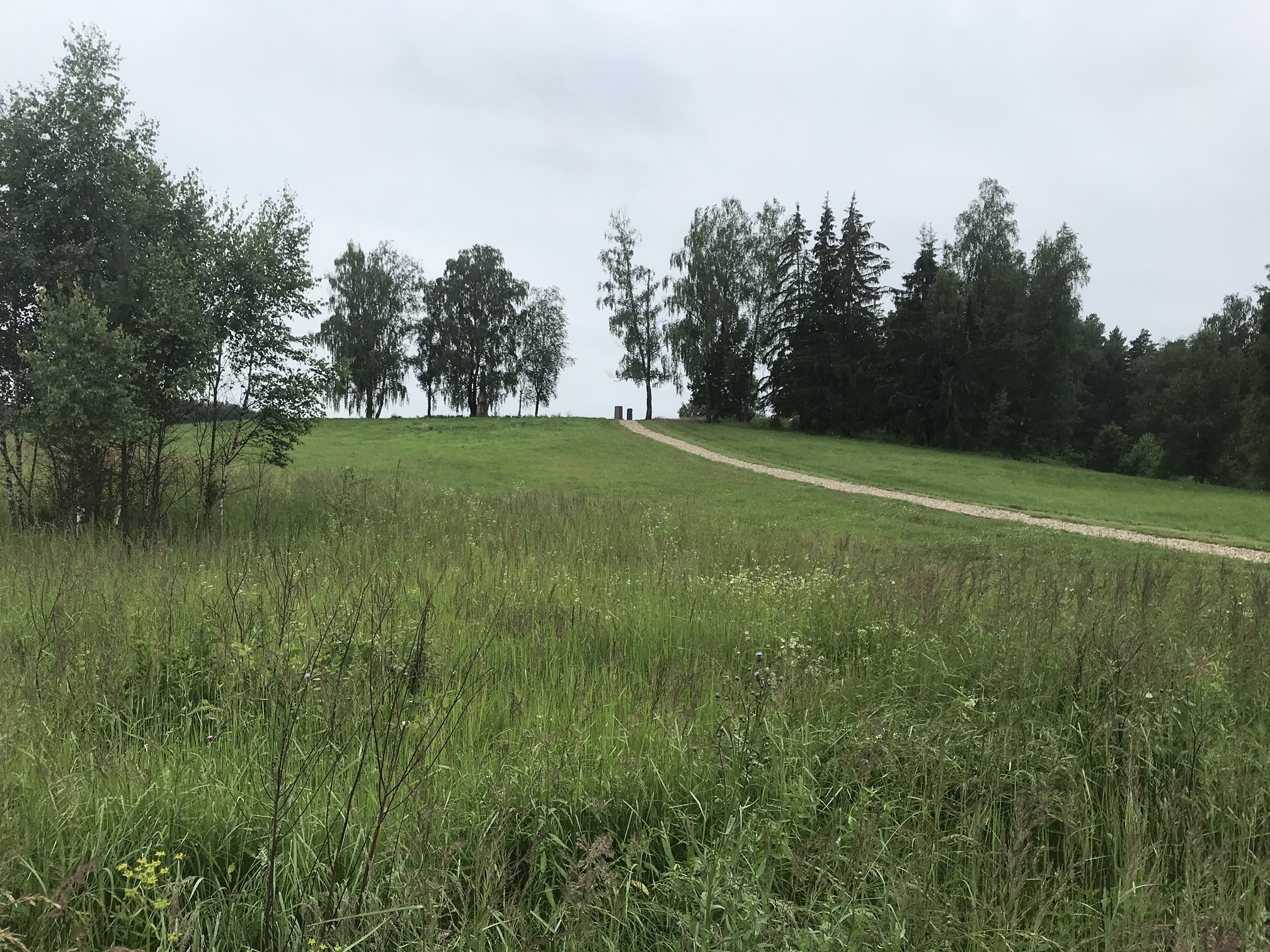
Общий вид Утицкого кургана
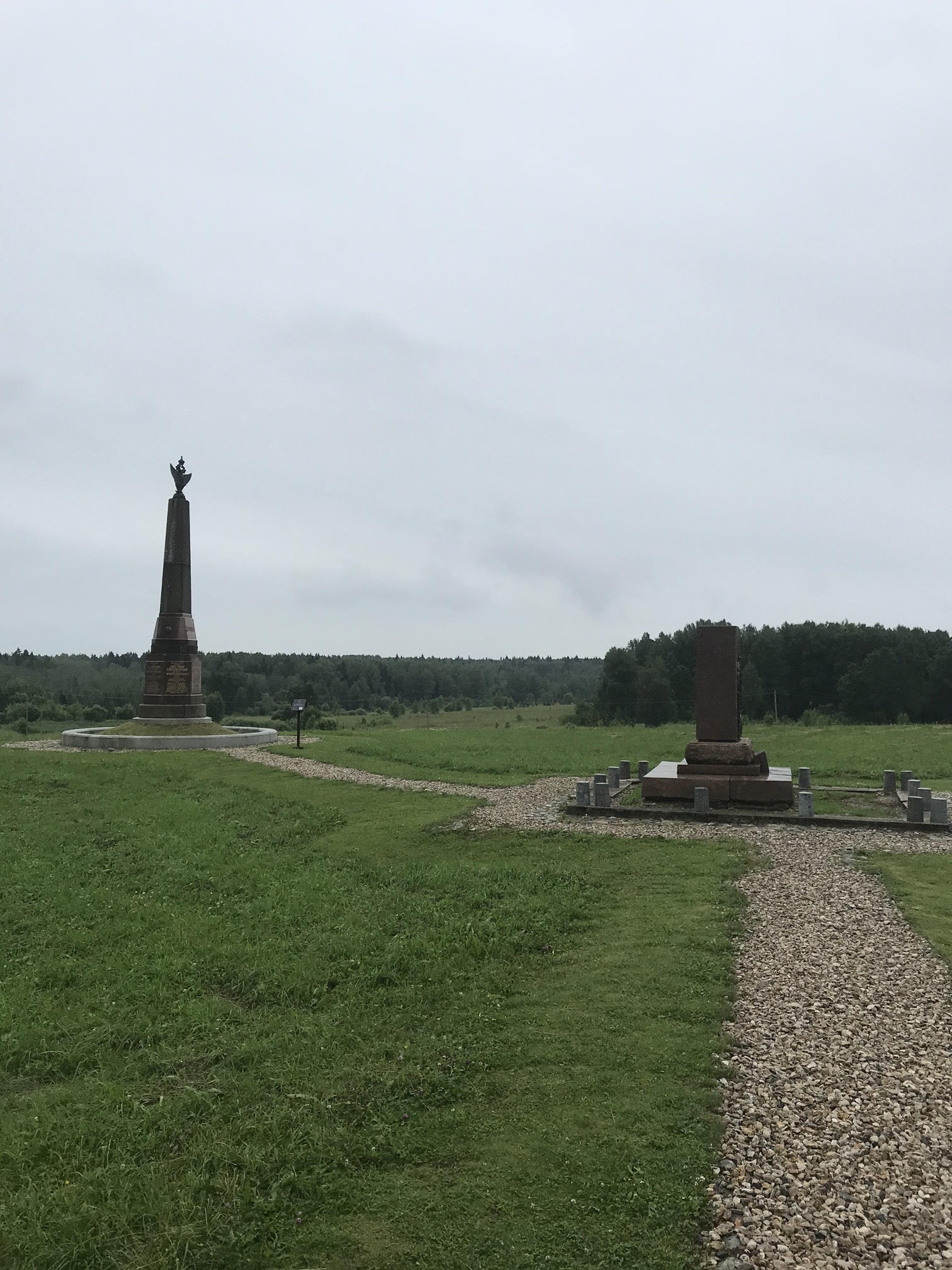
Памятник 1-й гренадерской дивизии генерала П. А. Строганова (слева), братская могила воинов Красной Армии (справа)

### Рейд казаков Платова и кавалерии Уварова

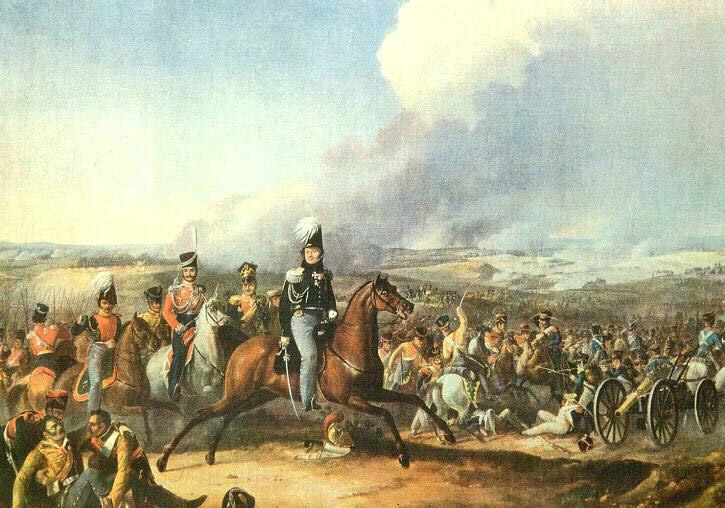
Атака 1-го кавалерийского корпуса генерала Уварова при Бородино. Дезарно А. О.

В критический момент сражения Кутузов принял решение о рейде конницы генералов Уварова и Платова в тыл и фланг противника. К 12 часам дня 1-й кавалерийский корпус Уварова (28 эскадронов, 12 орудий, всего 2500 всадников) и казаки Платова (8 полков) переправились через реку Колочу в районе деревни Малой. Авангард корпуса Уварова под командой генерала А. М. Всеволожского атаковал французский пехотный полк и итальянскую кавалерийскую бригаду генерала Орнано в районе переправы через реку Войну у села Беззубово. Платов переправился через реку Воинка севернее и, зайдя в тыл, вынудил противника сменить позицию.
Одновременный удар Уварова и Платова вызвал замешательство в стане противника и заставил оттянуть на левый фланг войска, которые штурмовали батарею Раевского на Курганной высоте. Вице-король Италии Евгений Богарне с Итальянской гвардией и корпусом Груши были направлены Наполеоном против новой угрозы. Уваров и Платов к 4-м часам дня вернулись к русской армии.
Рейд Уварова и Платова, возможно, задержал на 2 часа решающую атаку противника, что позволило перегруппировать русские войска. Именно из-за этого рейда, по мнению ряда исследователей, Наполеон не решился отправить в бой свою гвардию. Кавалерийская диверсия, хотя и не нанесла особенного ущерба французам, вызвала у Наполеона чувство неуверенности в безопасности собственных тылов.
«Тем, кто находился в Бородинском сражении, конечно, памятна та минута, когда по всей линии неприятеля уменьшилось упорство атак, и нам… можно было свободней вздохнуть», — писал военный историк, генерал Михайловский-Данилевский.

### Батарея Раевского

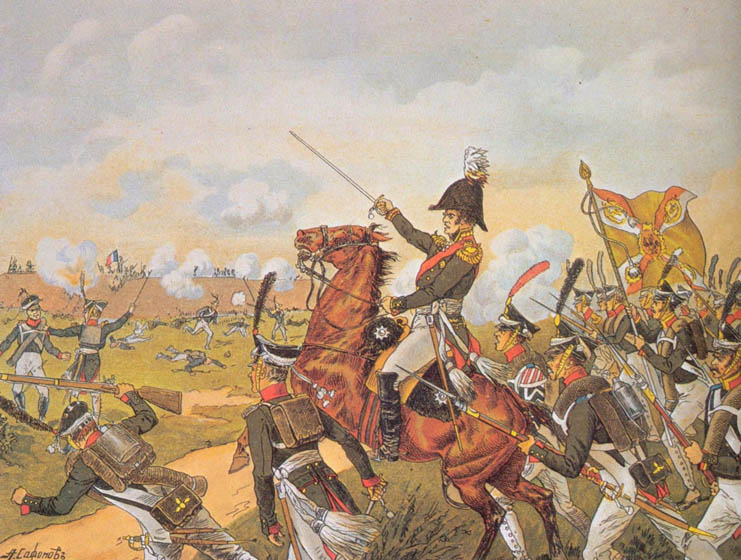
Контратака генерала Ермолова на захваченную батарею Раевского
Хромолитография А. Сафонова (начало XX века)

Высокий курган, находившийся в центре русской позиции, господствовал над окружающей местностью. На нём была установлена батарея, располагавшая к началу боя 18 орудиями. Оборона батареи возлагалась на 7-й пехотный корпус генерал-лейтенанта Раевского.
Около 9 часов утра, в разгар боя за Багратионовы флеши, французы начали первую атаку на батарею силами 4-го корпуса вице-короля Италии Евгения Богарне, а также дивизиями генералов Морана и Жерара из 1-го корпуса маршала Даву. Воздействием на центр русской армии Наполеон рассчитывал затруднить переброску войск с правого крыла русской армии на Багратионовы флеши и тем обеспечить своим главным силам быстрый разгром левого крыла русской армии. К моменту атаки вся вторая линия войск генерал-лейтенанта Раевского по приказу генерала от инфантерии Багратиона была снята на защиту флешей. Несмотря на это, атака была отражена артиллерийским огнём.
Почти сразу же вице-король Италии Евгений Богарне повторно атаковал курган. Главнокомандующий русской армией Кутузов в этот момент ввёл в бой за батарею Раевского весь конно-артиллерийский резерв в количестве 60 орудий и часть лёгкой артиллерии 1-й армии. Однако, несмотря на плотный артиллерийский огонь, французы 30-го полка бригадного генерала Бонами сумели ворваться в редут.
В этот момент около Курганной высоты оказались начальник штаба 1-й армии Ермолов и начальник артиллерии Кутайсов, следовавшие по приказу Кутузова на левый фланг. Возглавив батальон Уфимского пехотного полка и присоединив к нему 18-й егерский полк, Ермолов и Кутайсов ударили в штыки прямо на редут. Одновременно с флангов ударили полки 26-й пехотной дивизии генерал-майора Паскевича и 12-й пехотной дивизии генерал-майора Васильчикова. Редут был отбит, а бригадный генерал Бонами был взят в плен. Из всего французского полка численностью 4100 человек под командованием Бонами в строю осталось только около 300 солдат. В бою за батарею погиб генерал-майор артиллерии Кутайсов.

Несмотря на крутизну восхода, приказал я егерским полкам и 3-му баталиону Уфимского полка атаковать штыками, любимым оружием русского солдата. Бой яростный и ужасный не продолжался более получаса: сопротивление встречено отчаянное, возвышение отнято, орудия возвращены. Израненный штыками бригадный генерал Бонами получил пощаду [взят в плен], пленных не было ни одного. Урон со стороны нашей весьма велик и далеко несоизмерим численности атаковавших баталионов.— начальник штаба 1-й армии Ермолов
В целом, при первой атаке на курганную батарею французским силам не хватило численного превосходства (предположительно не более 18 тыс. пехоты против 15—18 тыс. пехоты и 1,5 тыс. кавалерии русских). При этом атака Богарне не была эффективно скоординирована с атаками маршалов Нея и Даву, в то время как русским военачальникам скоординированными действиями удалось организовать успешную контратаку.
Кутузов, заметив совершенное изнеможение корпуса Раевского, отвёл его войска во вторую линию. Барклай-де-Толли для обороны батареи направил туда 24-ю пехотную дивизию генерал-майора Лихачёва.
После падения Багратионовых флешей Наполеон отказался от развития наступления против левого крыла русской армии. Первоначальный план прорыва обороны на этом крыле с целью выхода в тыл главным силам русской армии лишился смысла, так как значительная часть этих войск вышла из строя в боях за сами флеши, в то время как оборона на левом крыле, несмотря на потерю флешей, оставалась несокрушённой. Обратив внимание на то, что обстановка в центре русских войск ухудшилась, Наполеон решил перенаправить силы на батарею Раевского. Однако очередная атака была задержана на 2 часа, так как в это время в тылу французов появилась русская конница и казаки генералов Уварова и Платова.
Воспользовавшись передышкой, Кутузов передвинул с правого фланга к центру 4-й пехотный корпус генерал-лейтенанта Остермана-Толстого и 2-й кавалерийский корпус генерал-майора Корфа. Наполеон приказал усилить огонь по пехоте 4-го корпуса. По воспоминаниям очевидцев, русские двигались как машины, смыкая на ходу ряды. Путь 4-го корпуса можно было проследить по следу из тел убитых.

Генерал Милорадович, командующий центром русских войск, приказал адъютанту Бибикову отыскать Евгения Вюртембергского и передать, чтобы тот ехал к Милорадовичу. Бибиков разыскал Евгения, но из-за грохота канонады слов не было слышно, и адъютант махнул рукой, указывая нахождение Милорадовича. В этот момент пролетавшее ядро оторвало у него руку. Бибиков, падая с лошади, снова указал другой рукой направление.
— По воспоминаниям командира 4-й пехотной дивизии,
генерала Евгения Вюртембергского

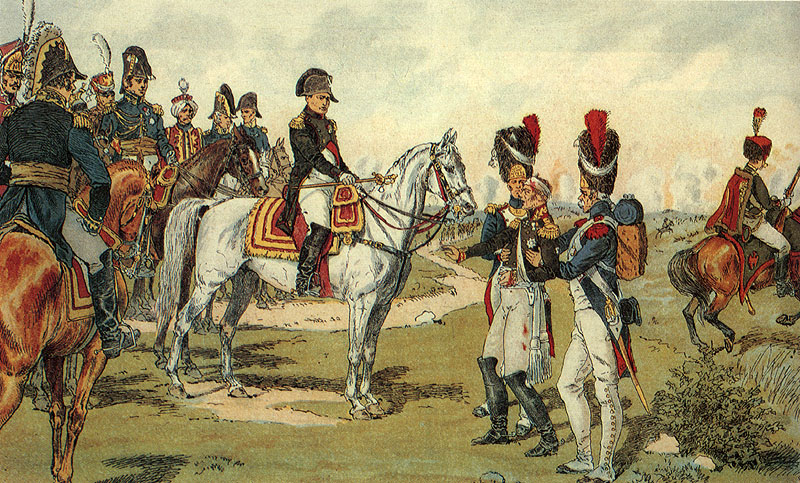
Отказ пленного русского генерала Лихачёва принять шпагу из рук Наполеона
Хромолитография А. Сафонова (начало XX века)

Войска генерал-лейтенанта Остермана-Толстого примкнули левым флангом к Семёновскому и Преображенскому гвардейским полкам, находившимся южнее батареи. За ними расположились кавалеристы 2-го корпуса и подошедшие Кавалергардский и Конный гвардейские полки.
Ещё в начале сражения под Бородином Наполеон считал захват курганной батареи лишь одним из элементов своей главной атаки, но уже в ходе сражения эта батарея стала главным центром его атаки и к 2 часам дня Наполеон смог добиться эффективного взаимодействия своих войск против неё.
Около 3 часов дня французы открыли перекрёстный огонь с фронта и флешей из 150 орудий по батарее Раевского и начали атаку. Для атаки против 24-й дивизии были сосредоточены 34 кавалерийских полка. Первым пошёл в атаку 2-й кавалерийский корпус под командованием дивизионного генерала Огюста Коленкура (командир корпуса дивизионный генерал Монбрен к этому времени был убит). Коленкур прорвался сквозь адский огонь, обошёл слева Курганную высоту и кинулся на батарею Раевского. Встреченные с фронта, флангов и тыла упорным огнём оборонявшихся, кирасиры были отброшены с огромными потерями (батарея Раевского за эти потери получила от французов прозвище «могила французской кавалерии»). Генерал Огюст Коленкур, как и многие его соратники, нашёл смерть на склонах кургана. Тем временем войска вице-короля Италии Евгения Богарне, воспользовавшись атакой Коленкура, сковавшей действия 24-й дивизии, ворвались на батарею с фронта и фланга. На батарее произошёл кровопролитнейший бой. Генерал-лейтенант Остерман-Толстой во время рукопашной был ранен пулей в плечо, но остался в строю. Израненный генерал Лихачёв был взят в плен. В 4-м часу дня батарея Раевского пала.
Получив известие о падении батареи Раевского, Наполеон двинулся к центру русской армии и пришёл к выводу, что её центр, несмотря на отступление и вопреки уверениям свиты, не поколеблен. После этого он ответил отказом на просьбы ввести в сражение гвардию. Наступление французов на центр русской армии прекратилось. Несмотря на захват курганной батареи, полковник Л.-Ф. Лежен, описывая настроение Генерального штаба Великой армии, позднее писал — «Мы не были удовлетворены, и наши суждения были весьма критическими».
По состоянию на 18 часов русская армия по-прежнему прочно располагалась на бородинской позиции, а французским войскам ни на одном из направлений не удалось достигнуть решительного успеха. Наполеон, считавший, что «генерал, который не будет сохранять свежие войска к следующему за сражением дню, будет почти всегда бит», так и не ввёл в сражение свою гвардию. Наполеон, как правило, вводил в сражение гвардию в самый последний момент, когда победа была подготовлена другими его войсками и когда нужно было нанести по неприятелю последний решительный удар. Однако, оценивая обстановку к концу Бородинского сражения, Наполеон не видел признаков победы, поэтому не пошёл на риск ввода в бой своего последнего резерва.

Батарея Раевского на Бородинском поле
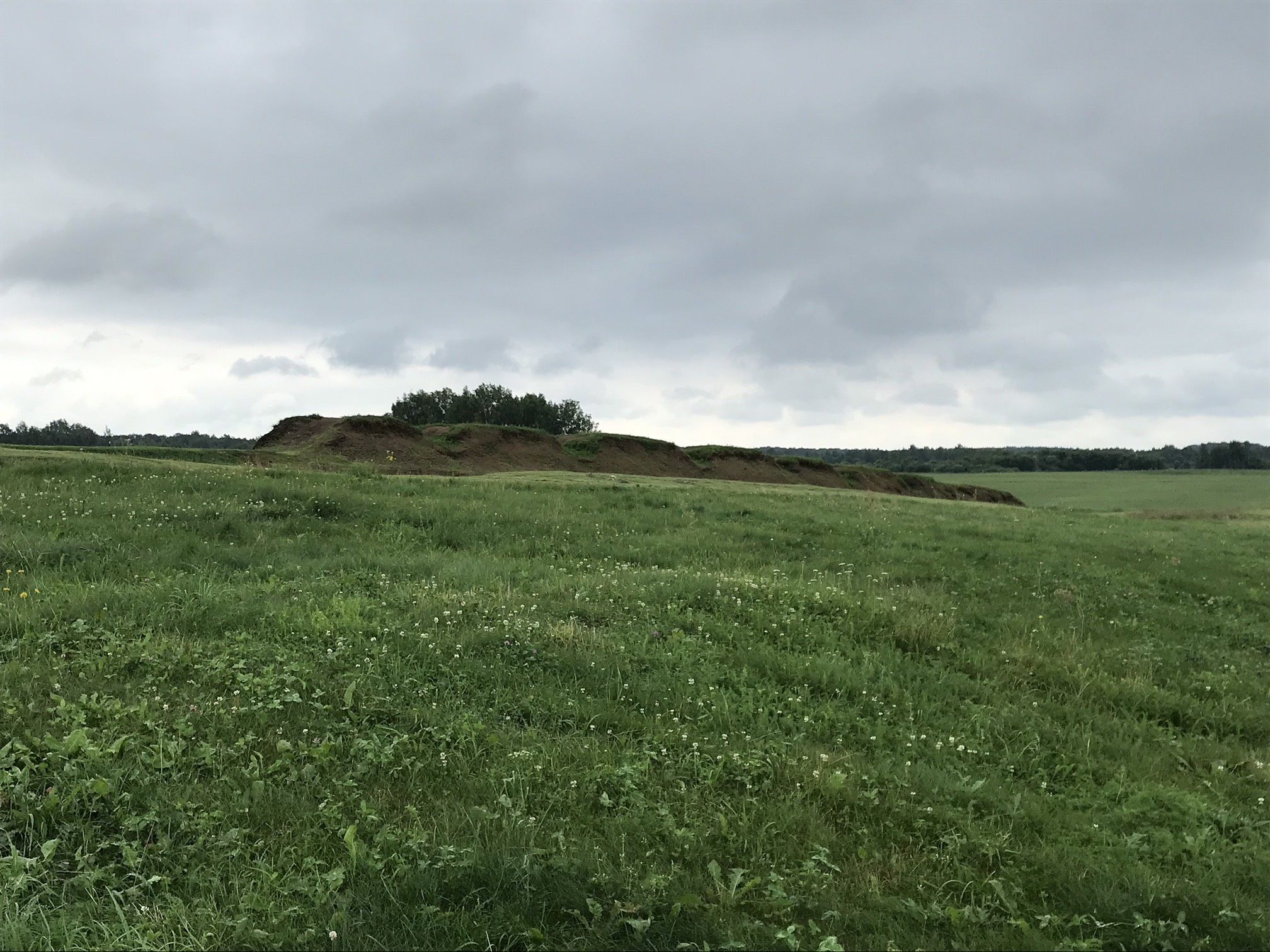
Воссозданная часть редута
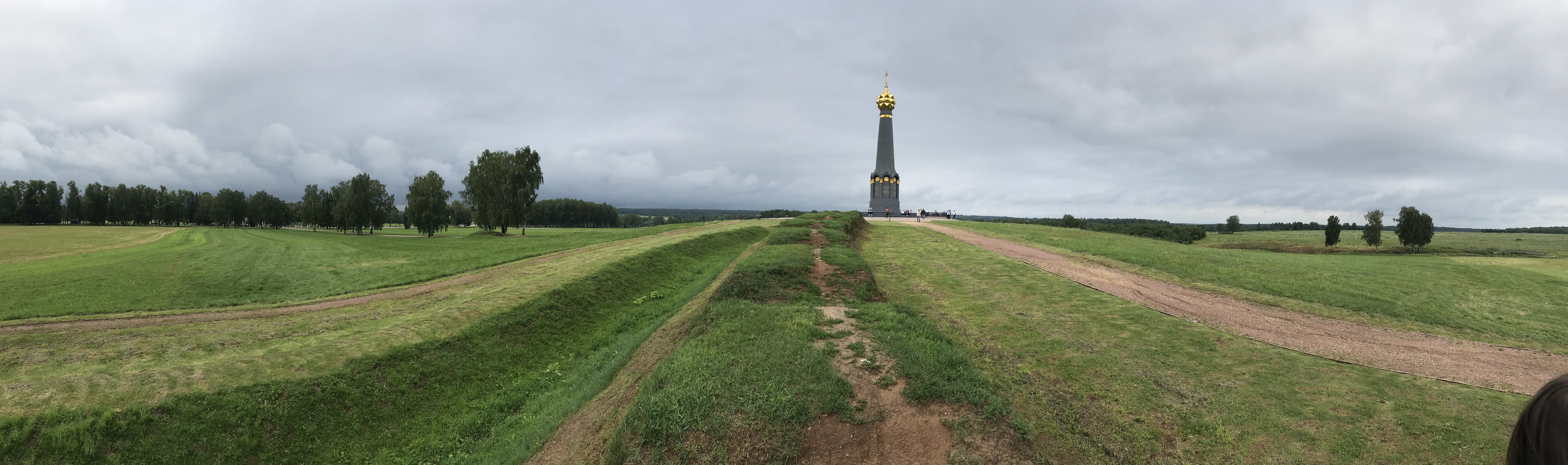
Главный монумент воинам русской армии на батарее Раевского

### Завершение битвы
После занятия французскими войсками батареи Раевского битва стала затихать. На левом фланге дивизионный генерал Понятовский проводил безрезультатные атаки против 2-й армии под командованием генерала Дохтурова (командующий 2-й армии генерал Багратион был к тому времени тяжело ранен). В центре и на правом фланге дело ограничивалось артиллерийской перестрелкой до 7 часов вечера. Донесения Кутузову утверждали, что Наполеон отступил, выведя войска с захваченных позиций. Отойдя к Горкам (где оставалось ещё одно укрепление), русские начали готовиться к новому сражению. Однако в 12 часов ночи прибыл приказ Кутузова, отменявший приготовления к бою, намеченному на следующий день. Главнокомандующий русской армией решил отвести армию за Можайск с тем, чтобы восполнить людские потери и лучше подготовиться к новым сражениям. Наполеон, столкнувшийся со стойкостью противника, был в подавленном и тревожном расположении духа, как о том свидетельствует его адъютант Арман Коленкур (брат погибшего генерала Огюста Коленкура):

Император много раз повторял, что он не может понять, каким образом редуты и позиции, которые были захвачены с такой отвагой и которые мы так упорно защищали, дали нам лишь небольшое число пленных. Он много раз спрашивал у офицеров, прибывших с донесениями, где пленные, которых должны были взять. Он посылал даже в соответствующие пункты удостовериться, не были ли взяты ещё другие пленные. Эти успехи без пленных, без трофеев не удовлетворяли его…

Неприятель унёс подавляющее большинство своих раненых, и нам достались только те пленные, о которых я уже говорил, 12 орудий редута… и три или четыре других, взятых при первых атаках.
— генерал Арман Коленкур

### Хронология битвы
Хронология битвы. Наиболее значительные бои
Обозначения: † — гибель или смертельное ранение, / — плен, % — ранение
Существует также альтернативная точка зрения на хронологию Бородинского сражения.

## Итог сражения

### Оценки русских потерь

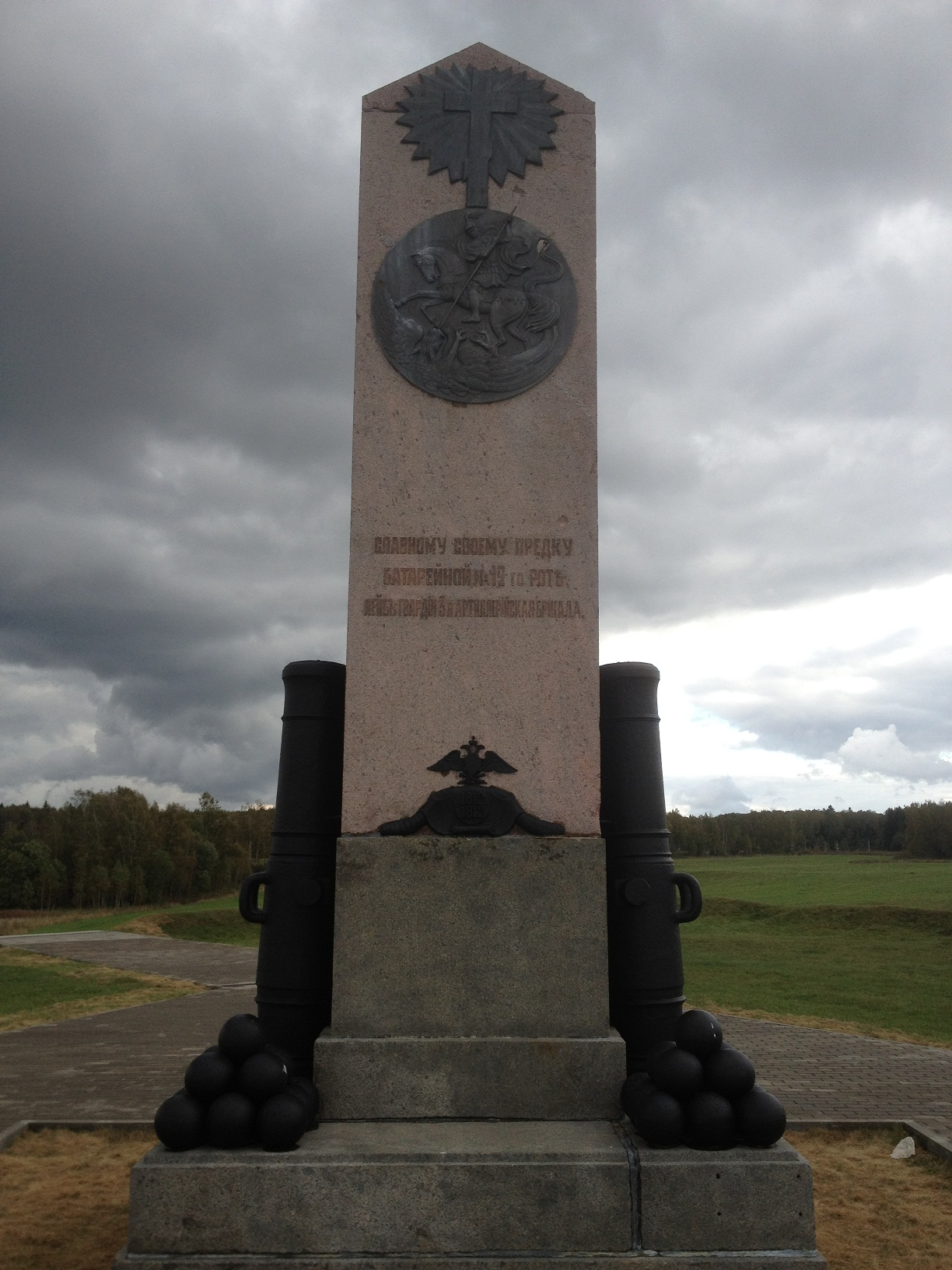
Монумент внутри бывших валов Шевардинского редута

Численность потерь русской армии неоднократно пересматривалась историками. Разные источники дают разные числа:
- согласно 18-му бюллетеню Великой Армии (от 10 сентября 1812 г.), 12—13 тысяч убитых, 5 тысяч пленных, 40 генералов убито, ранено или попало в плен, 60 захваченных орудий. Общие потери оценены приблизительно в 40—50 тысяч[73];
- Ф. Сегюр, находившийся при штабе Наполеона, приводит совсем другие данные о трофеях: от 700 до 800 пленных и около 20 орудий[74];
- документ, озаглавленный «Описание сражения при селе Бородине, происходившего 26 августа 1812 года» (предположительно, составленный К. Ф. Толем), который во многих источниках называют «донесением Кутузова Александру I» и датируют августом 1812 г., указывает на 25 000 человек общих потерь, в том числе 13 убитых и раненых генералов[41];
- 38—45 тысяч человек, в том числе 23 генерала. Надпись «45 тысяч» выбита на Главном монументе на Бородинском поле, возведённом в 1839 году[П 9], также указана на 15-й стене галереи воинской славы храма Христа Спасителя[75];
- 58 тысяч убитыми и ранеными, до 1000 пленными, от 13 до 15 орудий[П 10]. Это число было получено суммированием данных о потерях 1-й армии (около 38 тысяч), взятых на основании сводки дежурного генерала после сражения, и потерь 2-й армии, которые были оценены историками XIX века совершенно произвольно в 20 тысяч. Эти данные перестали рассматриваться как достоверные ещё в конце XIX века, они не приняты во внимание в ЭСБЕ, где указано количество потерь «до 40 тысяч». Современные историки выяснили, что сводка по 1-й армии содержала также сведения о потерях 2-й армии, так как во 2-й армии не осталось офицеров, ответственных за отчёты;
- 42,5 тысяч человек — потери русской армии в книге С. П. Михеева, изданной в 1911 году[79].

Согласно сохранившимся ведомостям из архива РГВИА, русская армия потеряла убитыми, ранеными и пропавшими без вести 39 300 человек (21 766 в 1-й армии, 17 445 во 2-й армии), но с учётом того, что данные ведомостей по разным причинам неполны (не включают потери ополчения и казаков), историки обычно увеличивают это количество до 44—45 тысяч человек. Согласно Троицкому, данные Военно-учётного архива Главного штаба дают цифру 45,6 тысяч человек. Д. Г. Целорунго считает, что потери русской армии были примерно равны потерям армии Наполеона: по сохранившимся ведомостям из архива РГВИА, русская армия потеряла убитыми и ранеными 29 700 человек, а еще 10 066 пропавшими без вести (часть из которых потом вернулась в свои полки) Это (согласно Д. Г. Целорунго) примерно соответствует потерям армии Наполеона — 28 053 убитых и раненных (по данным Денье). Количество пропавших без вести в армии Наполеона «просто никто не подсчитывал».

### Оценки потерь французов

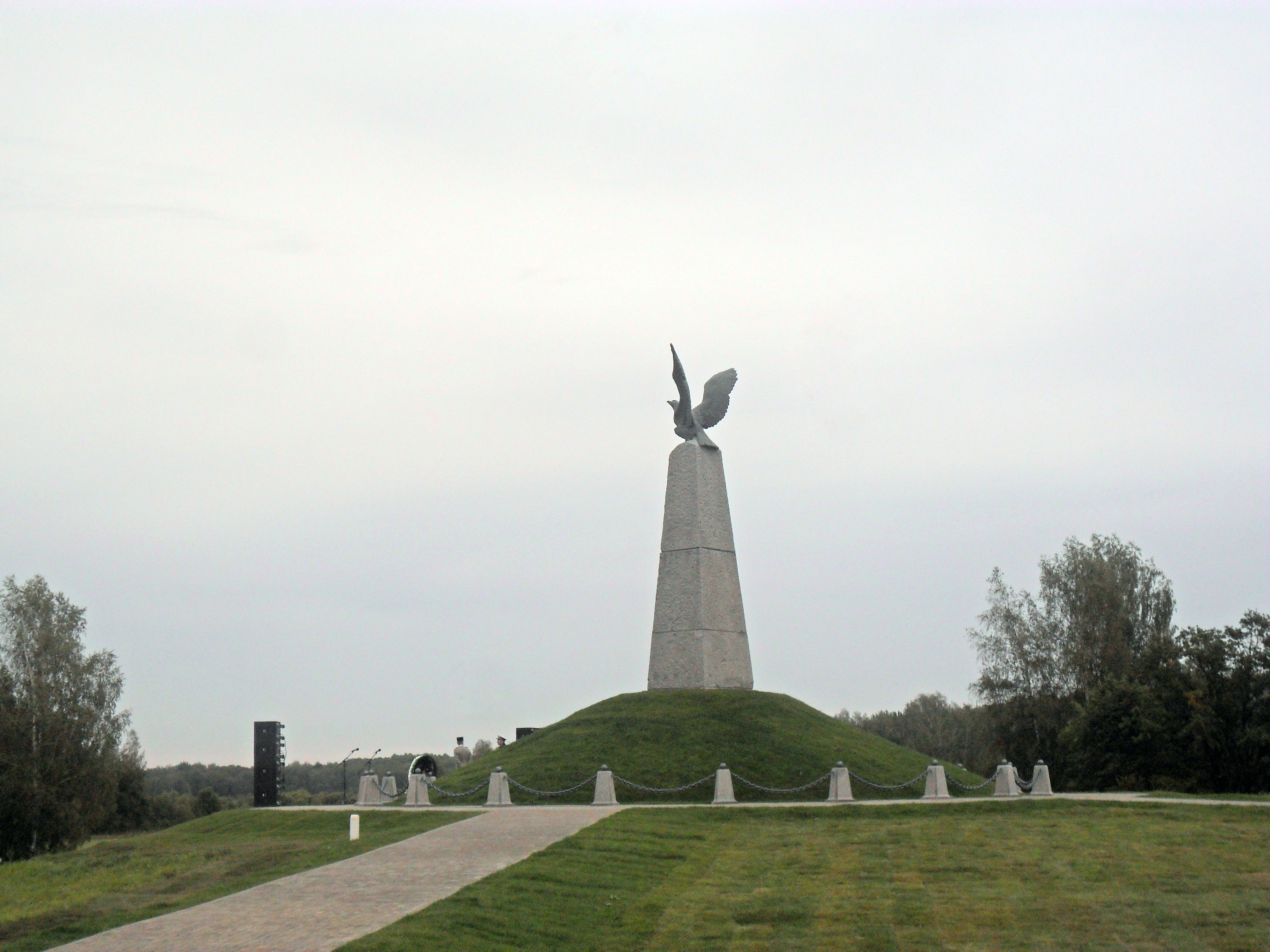
Памятник «Мёртвым великой армии» на Шевардинском редуте

Значительная часть документации Великой армии была утеряна при отступлении, поэтому оценка потерь французов чрезвычайно затруднительна. Вопрос об общих потерях французской армии остаётся открытым.
- Согласно 18-му бюллетеню Великой Армии, французы потеряли 2500 убитыми и около 7500 человек ранеными, 6 генералов убито (2 дивизионных, 4 бригадных) и 7—8 ранено. Общие потери оценены приблизительно в 10 тысяч человек[73]. В дальнейшем эти данные неоднократно подвергались сомнению, и в настоящее время никто из исследователей не рассматривает их как достоверные[83][84].
- «Описание сражения при селе Бородине», сделанное от лица М. И. Кутузова (предположительно, К. Ф. Толем[85]) и датированное августом 1812 г., указывает на более чем 40 000 человек общих потерь, в том числе 42 убитых и раненых генерала.
- Наиболее распространённое во французской историографии число потерь наполеоновской армии в 30 тысяч основывается на подсчётах французского офицера Денье, служившего инспектором при Главном штабе Наполеона, который определил общие потери французов за 3 дня сражения при Бородине в 49 генералов, 37 полковников и 28 тысяч нижних чинов, из них 6550 убитых и 21 450 раненых[86]. Эти цифры были засекречены по приказу маршала Бертье вследствие несоответствия с данными бюллетеня Наполеона о потерях в 8—10 тысяч и опубликованы впервые в 1842 году. Приводимая в литературе цифра 30 тысяч получена округлением данных Денье (с учётом того, что у Денье не учтены 1176 солдат Великой Армии, попавших в плен[87]).

Позднейшие исследования показали, что данные Денье сильно занижены. Так, Денье приводит число 269 убитых офицеров Великой армии. Однако в 1899 году французский историк Мартиньен на основе сохранившихся документов установил, что было убито не менее 460 офицеров, известных пофамильно. Последующие исследования увеличили это число до 480. Даже французские историки признают, что «поскольку приведённые в ведомости сведения о генералах и полковниках, выбывших из строя при Бородине, являются неточными и заниженными, можно предположить, что и остальные цифры Денье основаны на неполных данных».
- Наполеоновский генерал в отставке Сегюр определял потери французов при Бородине в 40 тысяч солдат и офицеров. А. Васильев считает оценку Сегюра тенденциозно завышенной, указывая, что генерал писал в царствование Бурбонов, при этом не отказывая ей в некоторой объективности[90].
- В российской литературе часто приводилось число французских потерь 58 478 человек. Это число основано на ложных сведениях перебежчика Александра Шмидта, якобы служившего в канцелярии маршала Бертье[П 11]. В дальнейшем эта цифра была подхвачена патриотическими исследователями, указана на Главном монументе[П 12].

Для современной французской историографии традиционная оценка французских потерь — 30 тысяч при 9—10 тысячах убитыми. Российский историк А. Васильев указывает, в частности, что количество потерь в 30 тысяч достигается следующими методами подсчёта:
1. сопоставлением данных о личном составе сохранившихся ведомостей за 2 и 20 сентября (вычет одной из другой даёт убыль в 45,7 тысяч) с вычетом потерь в авангардных делах и примерного количества больных и отсталых и
2. косвенно — сопоставлением с Ваграмским сражением, равным по численности и по примерному количеству потерь среди командного состава, притом что общее количество французских потерь в нём, по мнению Васильева, точно известно (33 854 человека, в том числе 42 генерала и 1820 офицеров; при Бородине, по мнению Васильева, считается потерь командного состава 1792 человека, из них 49 генералов)[83].

Однако В. Н. Земцов показал, что расчёты Васильева ненадёжны, так как опираются на неточные данные. Так, согласно составленным Земцовым спискам, «за 5—7 сентября было убито и ранено 1928 офицеров и 49 генералов», то есть всего потери командного состава составили 1977 человек, а не 1792, как полагал Васильев. Проведённое Васильевым сопоставление данных о личном составе Великой армии за 2 и 20 сентября также, по мнению Земцова, дало неверные результаты, так как не были учтены раненые, вернувшиеся в строй за прошедшее после битвы время. Кроме того, Васильев учёл не все части французской армии. Сам Земцов, используя методику, аналогичную использованной Васильевым, оценил французские потери за 5—7 сентября в 38,5 тысяч человек. Также является спорной использованная Васильевым цифра потерь французских войск при Ваграме 33 854 человека — например, английский исследователь Чандлер оценивал их в 40 тысяч человек.
Потери генералитета сторон убитыми и ранеными составили у французов — 49 генералов, в том числе убитых 8: 2 дивизионных (Огюст Коленкур и Монбрен) и 6 бригадных (Плозонн, Юар, Компер, Марион, Дамас, ??), умерли от ран 4 генералов: 1 дивизионный (Тарро) и 3 бригадных (Ромёф, Ланабер, Лепель). Всего безвозвратные потери французского генералитета составили 12 генералов. У русских выбыло из строя 26 генералов (убито трое — Краснов, Тучков 4-й, Кутайсов), умерли от ран Багратион и Тучков 1-й, однако в сражении участвовало всего 73 действующих русских генерала, в то время как во французской армии только в кавалерии было 70 генералов. Французский бригадный генерал был ближе к русскому полковнику, чем к генерал-майору. По этому относительные потери среди генералов были практически равны — от общего числа генералов русской армии (89) убито 4,6 % и ранено 27 %, от общего числа генералов и маршалов Великой армии (167) убито 4,2 %, ранено 26,3 %
К нескольким тысячам убитых следует прибавить умерших от ран, а их число было огромно. В Колоцком монастыре, где находился главный военный госпиталь французской армии, по свидетельству капитана 30-го линейного полка Ш. Франсуа, за 10 следующих за сражением дней скончалось 3/4 раненых. Французские энциклопедии считают, что среди 30 тысяч жертв Бородина погибло и умерло от ран 20,5 тысяч.

### Общий итог битвы

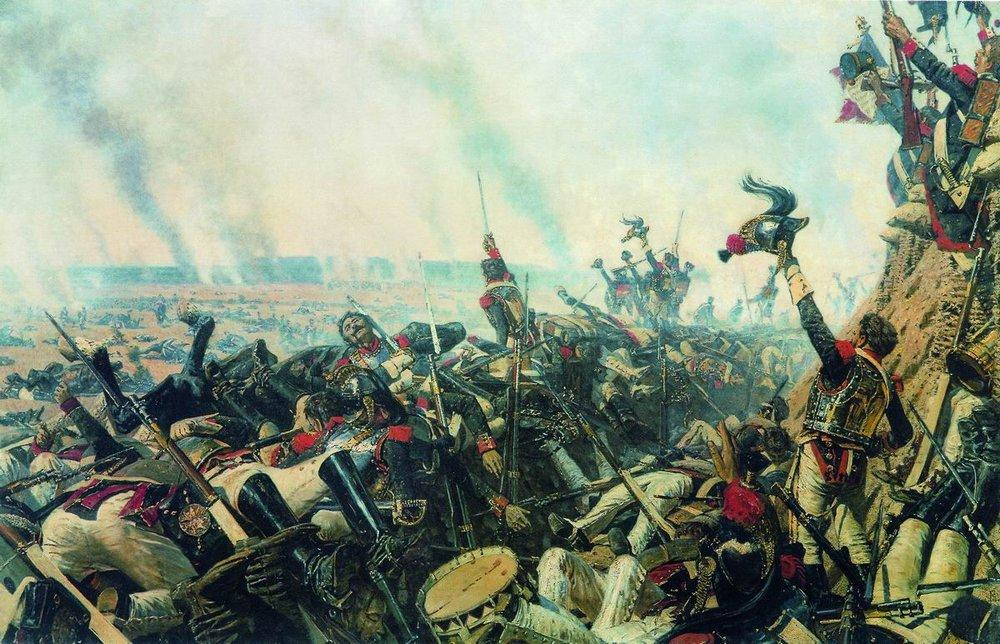
Конец Бородинского боя. Верещагин (около 1899)

Бородинское сражение является одним из самых кровопролитных сражений XIX века и наиболее кровопролитным из всех однодневных, бывших до него. По самым скромным оценкам совокупных потерь, каждый час на поле погибало или получало ранения около 6000 человек, французская армия потеряла около 25 % своего состава, русская — около 30 %. Со стороны французов было сделано 60 тысяч пушечных выстрелов, с русской стороны — 50 тысяч. Наполеон назвал битву под Бородином своим самым великим сражением, хотя его результаты более чем скромны для привыкшего к победам великого полководца.
Число погибших, считая умерших от ран, было гораздо выше, чем официальное число убитых на поле боя; к жертвам сражения следует отнести и раненых, позднее умерших. Осенью 1812 года — весной 1813 года русские сожгли и похоронили остававшиеся непогребёнными тела на поле. Согласно военному историку генералу Михайловскому-Данилевскому, всего было захоронено и сожжено 58 521 тело убитых. Русские историки, в частности сотрудники музея-заповедника на Бородинском поле, оценивают число захороненных на поле в 48—50 тысяч человек. Согласно данным А. А. Суханова, на Бородинском поле и в окрестных сёлах (без включения сюда французских захоронений в Колоцком монастыре) было захоронено 49 887 погибших.
Оба полководца записали на свой счёт победу. Точка зрения Наполеона высказана им в мемуарах:

Московская битва — моё самое великое сражение: это схватка гигантов. Русские имели под ружьём 170 тысяч человек; они имели за собой все преимущества: численное превосходство в пехоте, кавалерии, артиллерии, прекрасную позицию. Они были побеждены! Неустрашимые герои, Ней, Мюрат, Понятовский, — вот кому принадлежала слава этой битвы. Сколько великих, сколько прекрасных исторических деяний будет в ней отмечено! Она поведает, как эти отважные кирасиры захватили редуты, изрубив канониров на их орудиях; она расскажет о героическом самопожертвовании Монбрена и Коленкура, которые нашли смерть в расцвете своей славы; она поведает о том, как наши канониры, открытые на ровном поле, вели огонь против более многочисленных и хорошо укреплённых батарей, и об этих бесстрашных пехотинцах, которые в наиболее критический момент, когда командовавший ими генерал хотел их ободрить, крикнули ему: «Спокойно, все твои солдаты решили сегодня победить, и они победят!»

Данный абзац был продиктован в 1816 году. Через год, в 1817 году, Наполеон следующим образом описывал Бородинское сражение: «С 80 000 армией я устремился на русских, состоявших в 250 000, вооружённых до зубов, и разбил их…». Русский историк Михневич сообщил такой отзыв императора Наполеона о сражении: «Из всех моих сражений самое ужасное то, которое я дал под Москвой. Французы в нём показали себя достойными одержать победу, а русские стяжали право быть непобедимыми… Из пятидесяти сражений, мною данных, в битве под Москвой выказано [французами] наиболее доблести и одержан наименьший успех». По воспоминаниям участника Бородинской битвы французского генерала Пеле, Наполеон часто повторял подобную фразу: «Бородинское сражение было самое прекрасное и самое грозное, французы показали себя достойными победы, a русские заслужили быть непобедимыми».
Кутузов в своей реляции императору Александру I писал:

Баталия, 26 числа бывшая, была самая кровопролитнейшая из всех тех, которые в новейших временах известны. Место баталии нами одержано совершенно, и неприятель ретировался тогда в ту позицию, в которой пришёл нас атаковать.

Император Александр I не обманывался насчёт действительного положения дел, но, чтобы поддержать надежды народа на скорейшее окончание войны, объявил о Бородинском сражении как о победе. Князь Кутузов был произведён в генерал-фельдмаршалы с пожалованием 100 тысяч рублей. Барклай-де-Толли получил орден святого Георгия 2-й степени, князь Багратион — 50 тысяч рублей. Четырнадцать генералов получили орден святого Георгия 3-й степени. Всем бывшим в сражении нижним чинам было пожаловано по 5 рублей на каждого. С тех пор в российской, а за ней в советской (кроме промежутка 1920—1930-х годов) историографии установилось отношение к Бородинской битве как к фактической победе русской армии. В наше время российские историки в целом считают, что исход Бородинской битвы был неопределённым. Согласно энциклопедии «Отечественная война 1812 года», «бездоказательным выглядит бытовавшее в советской литературе утверждение, что Наполеон потерпел поражение в этой битве». В ходе сражения ни один из противников не добился требуемого результата. Наполеон не разгромил русскую армию, а Кутузов не защитил Москву.
Многие зарубежные историки, которым вторят некоторые российские публицисты, рассматривают Бородино как несомненную победу Наполеона. В результате сражения французы заняли некоторые передовые позиции и укрепления русской армии, сохранив при этом резервы, оттеснили русских с поля сражения, и в конечном итоге заставили их отступить и оставить Москву. При этом никто не оспаривает, что русская армия сохранила боеспособность и моральный дух, то есть своей цели — разгрома русской армии — Наполеон так и не достиг. В целом, ни одна из сторон не смогла добиться решающих результатов в этом сражении. Неоднозначность итогов битвы отмечали и некоторые из её участников. Так, известный военный теоретик (и участник сражения на стороне российской армии) Карл фон Клаузевиц относил Бородино «к тем сражениям, которые… не получили полного развития».
Главным достижением генерального сражения при Бородине стало то, что Наполеон не сумел разгромить русскую армию, а в объективных условиях всей Русской кампании 1812 года отсутствие решающей победы предопределило конечное поражение Наполеона. Н. А. Троицкий писал в «Большой российской энциклопедии» об итогах битвы: «Сражение не привело к коренному перелому в войне, но создало предпосылки для этого. Понесённые французской армией потери были невосполнимы и ставили её в критическое положение. Российские войска сохранили возможность наращивать свои силы». «Британская энциклопедия» отмечает, что «хотя русская армия понесла большие потери, она сохранила силы для последующей борьбы и, в конце концов, изгнала Наполеона из России». Бородинское сражение ознаменовало собой кризис французской стратегии решающего генерального сражения. Французам в ходе сражения не удалось уничтожить русскую армию, вынудить капитулировать Россию и продиктовать условия мира. Русские же войска нанесли существенный урон армии противника и смогли сохранить силы для грядущих сражений.

## Планы Бородинского сражения

План, составленный генерал-лейтенантом бароном К. Ф. Толем в 1814 г.[П 14]
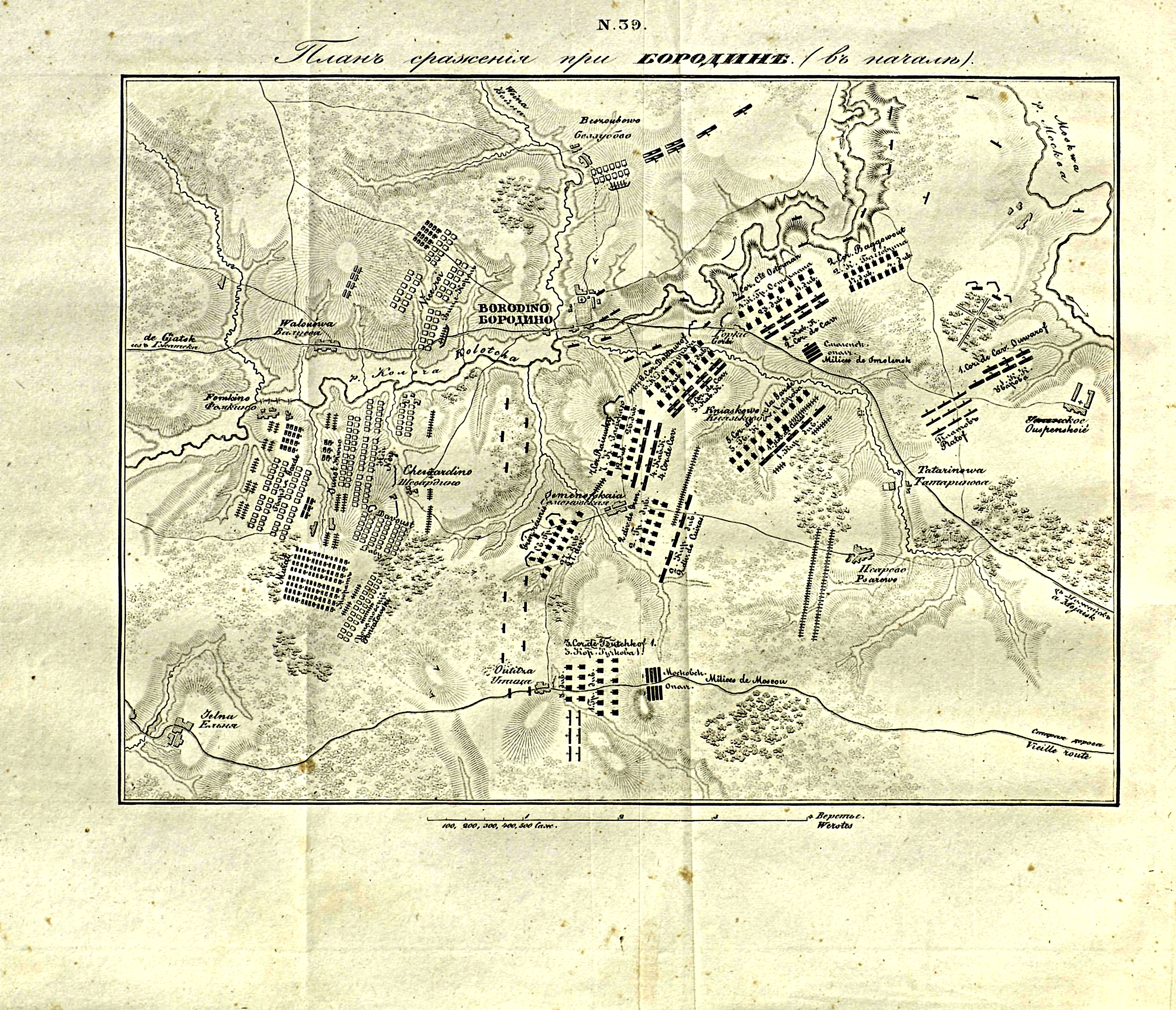
План начала сражения, сост. генерал-лейтенантом А. И. Михайловским-Данилевским в 1840 г.[П 15]
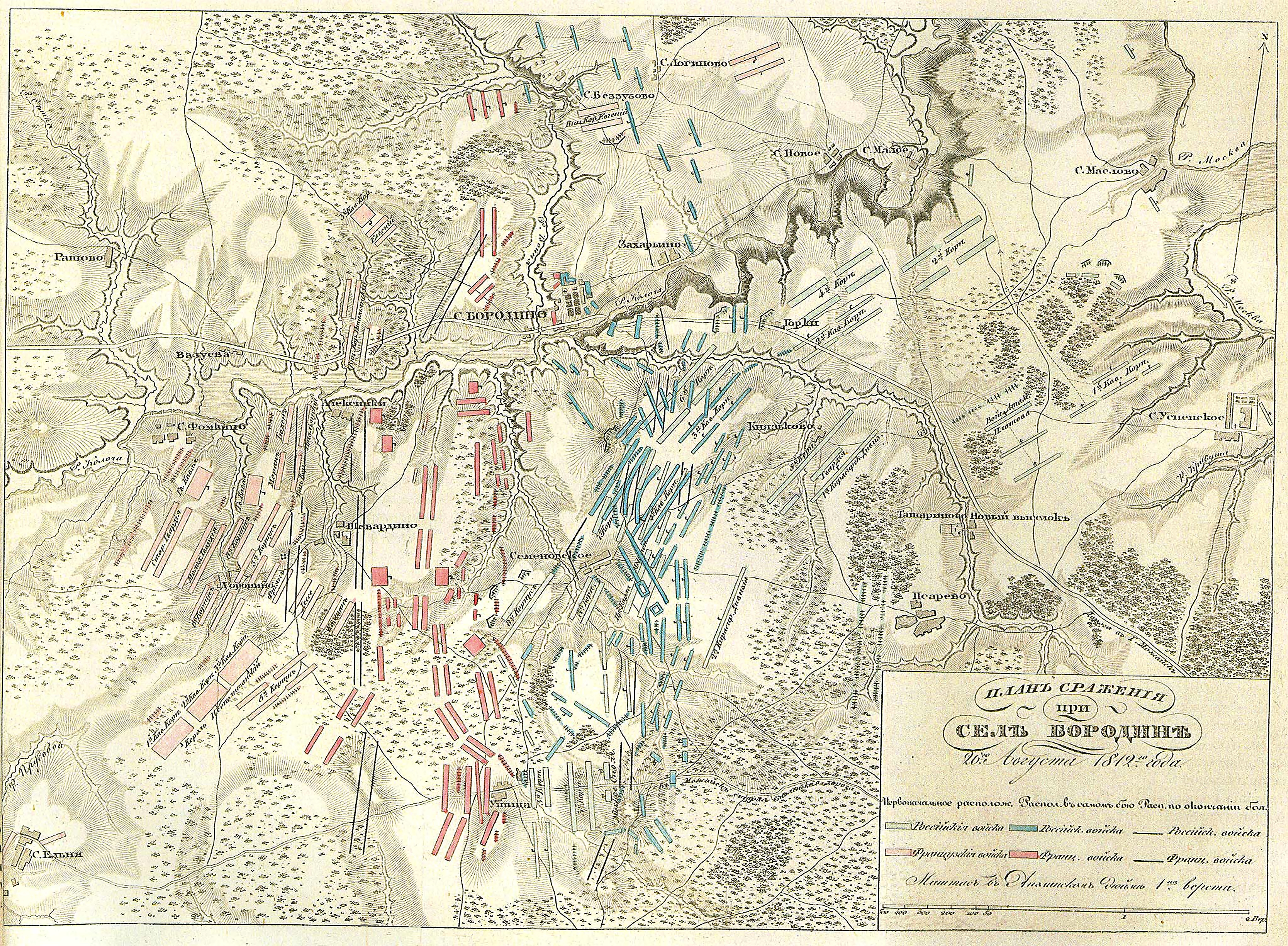
План из «Военного энциклопедического лексикона»[П 16]
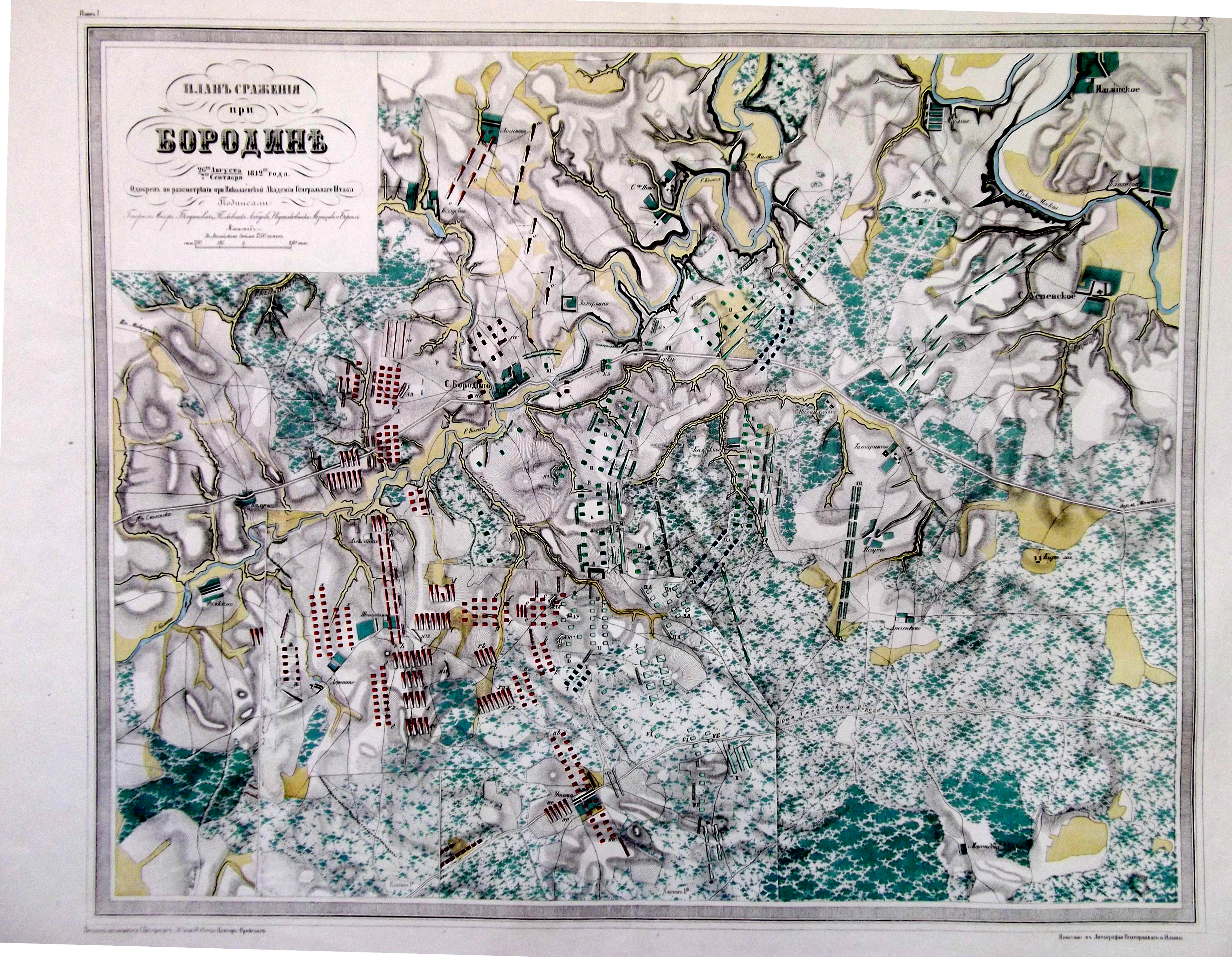
Полторацкий В. А.. План сражения, 1861 г.[П 17]
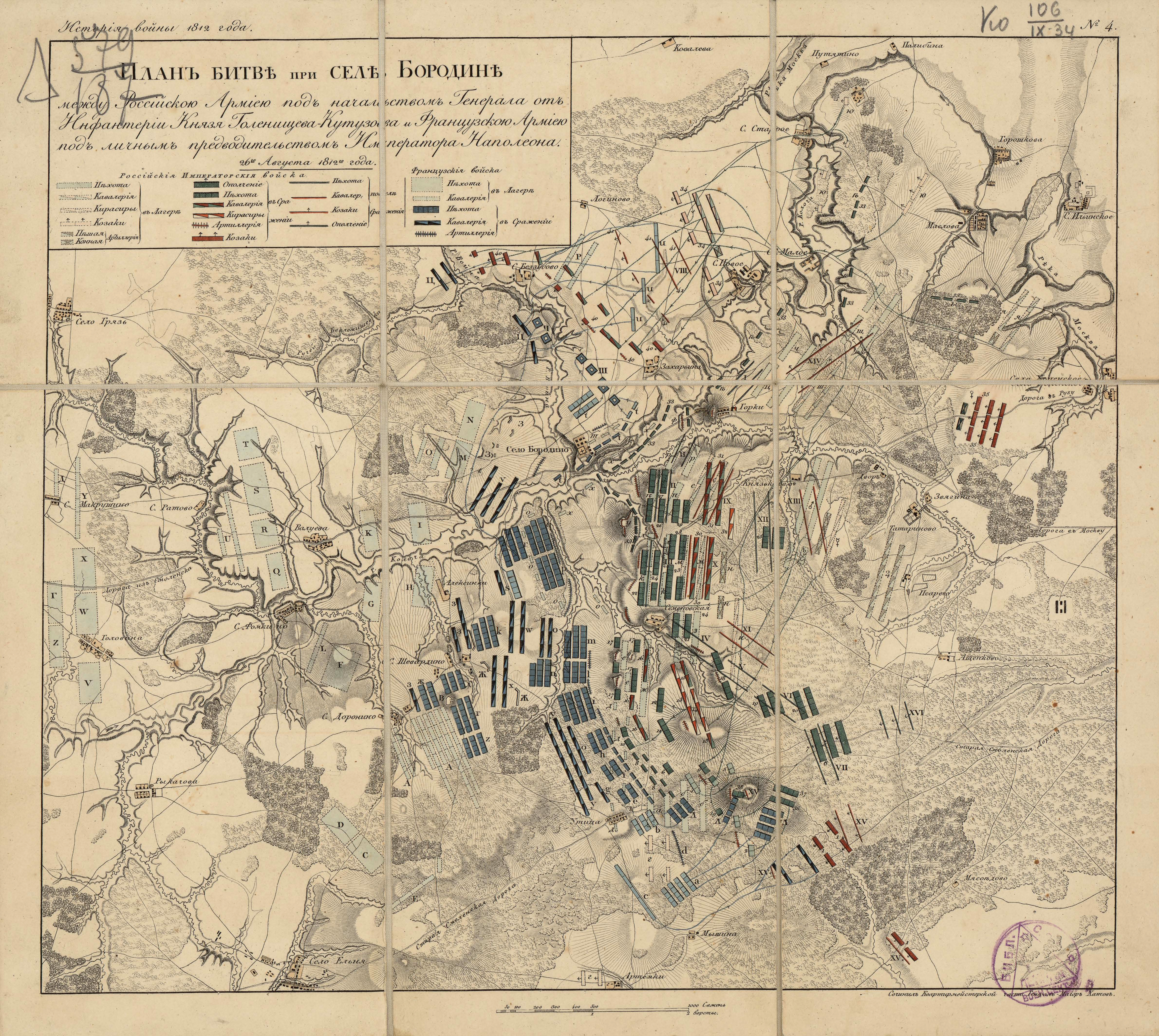
План, сост. генерал-майором Квартирмейстерской части А. И. Хатовым в 1824 г.[П 18]
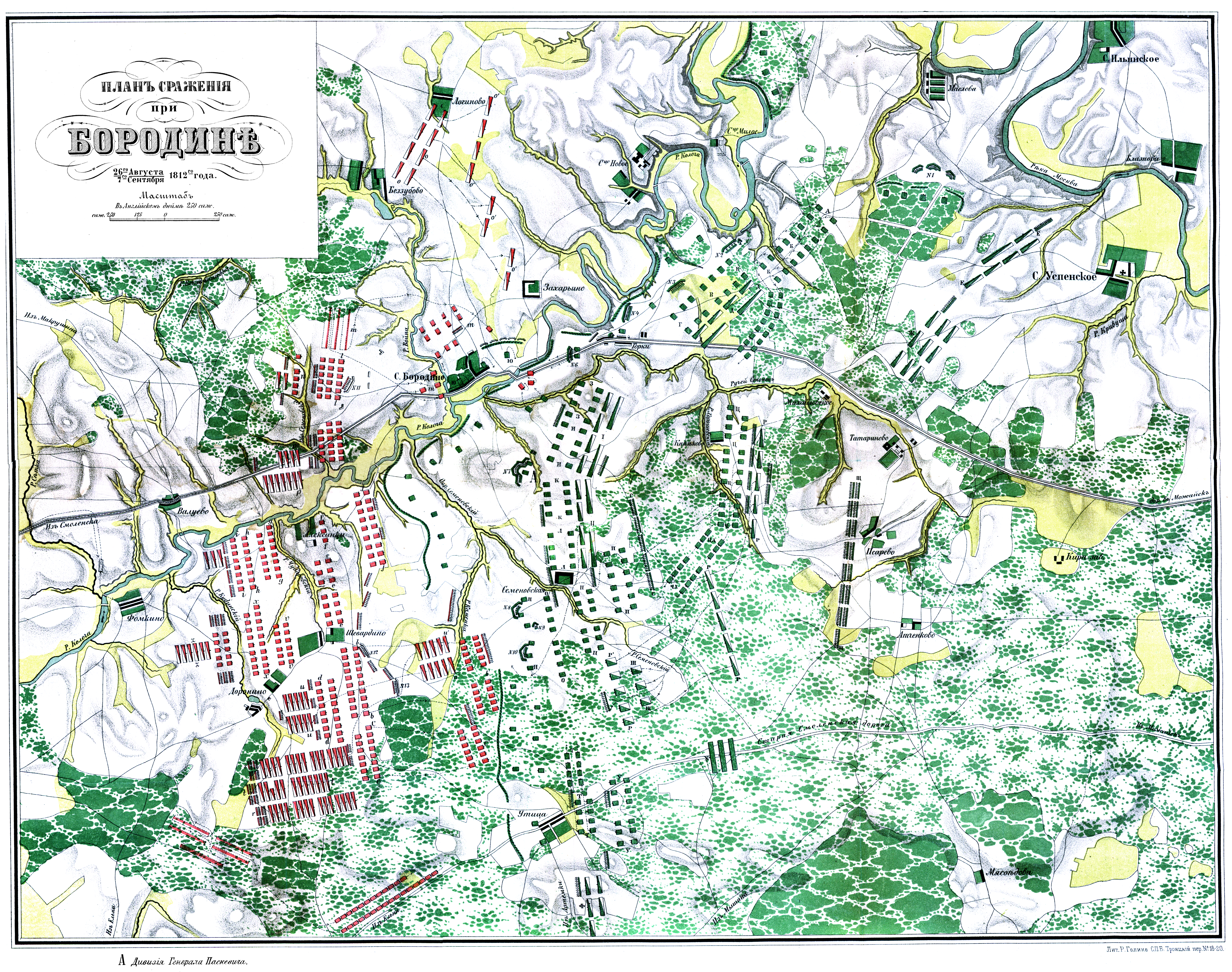
План, составленный А. П. Щербатовым[П 19]
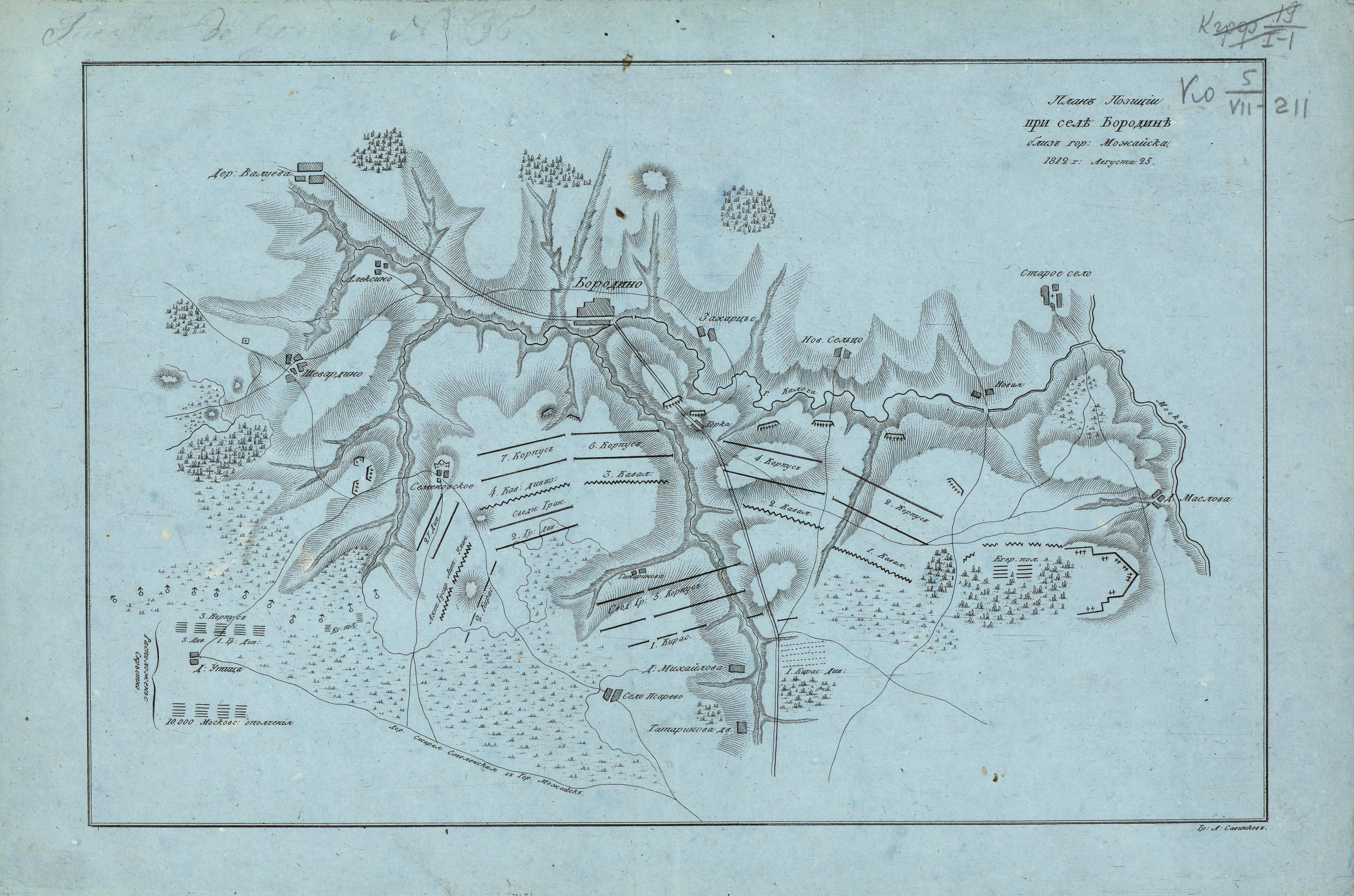
«План позиции при селе Бородине близ гор. Можайска, 1812 г. августа 25», гравированный А. Савинковым[П 20]
План сражения (первоначальное расположение), составленный П. А. Ниве в 1911 г.[П 21]
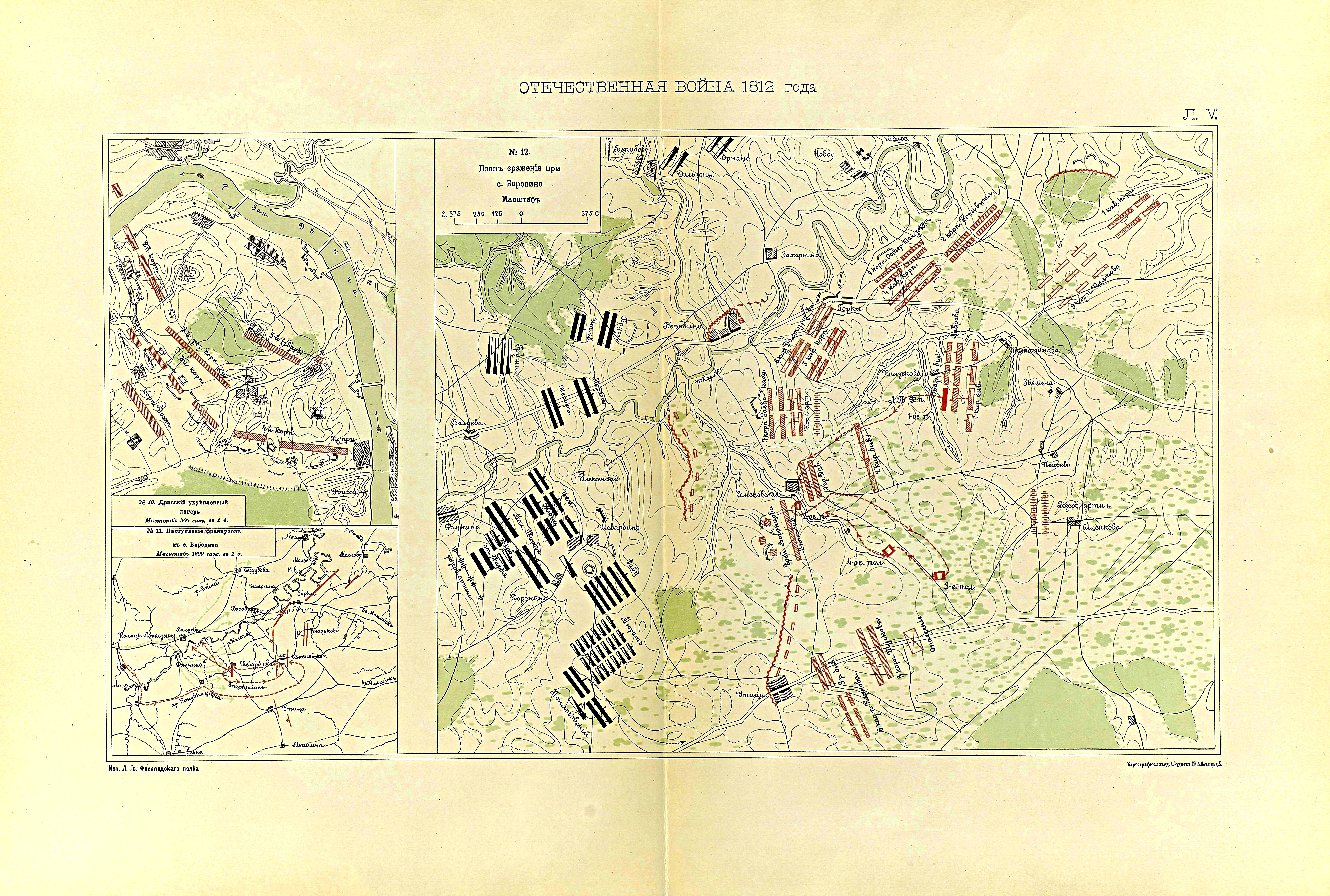
План сражения из «Истории Лейб-гвардии Финляндского полка», капитана С. А. Гулевича[П 22]
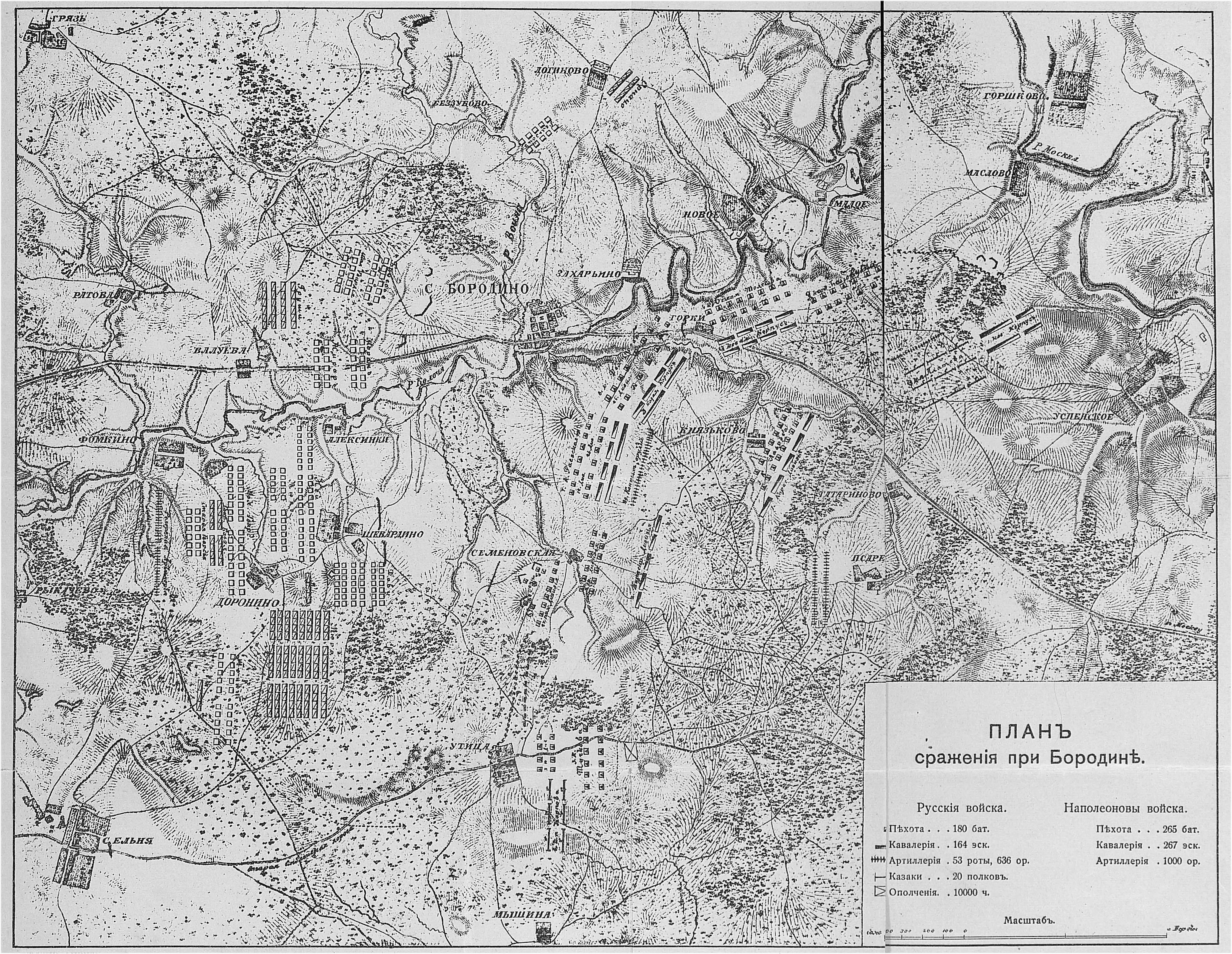
«План сражения при Бородине», составленный А.К. Байовым в 1913 г.[П 23]

## Память

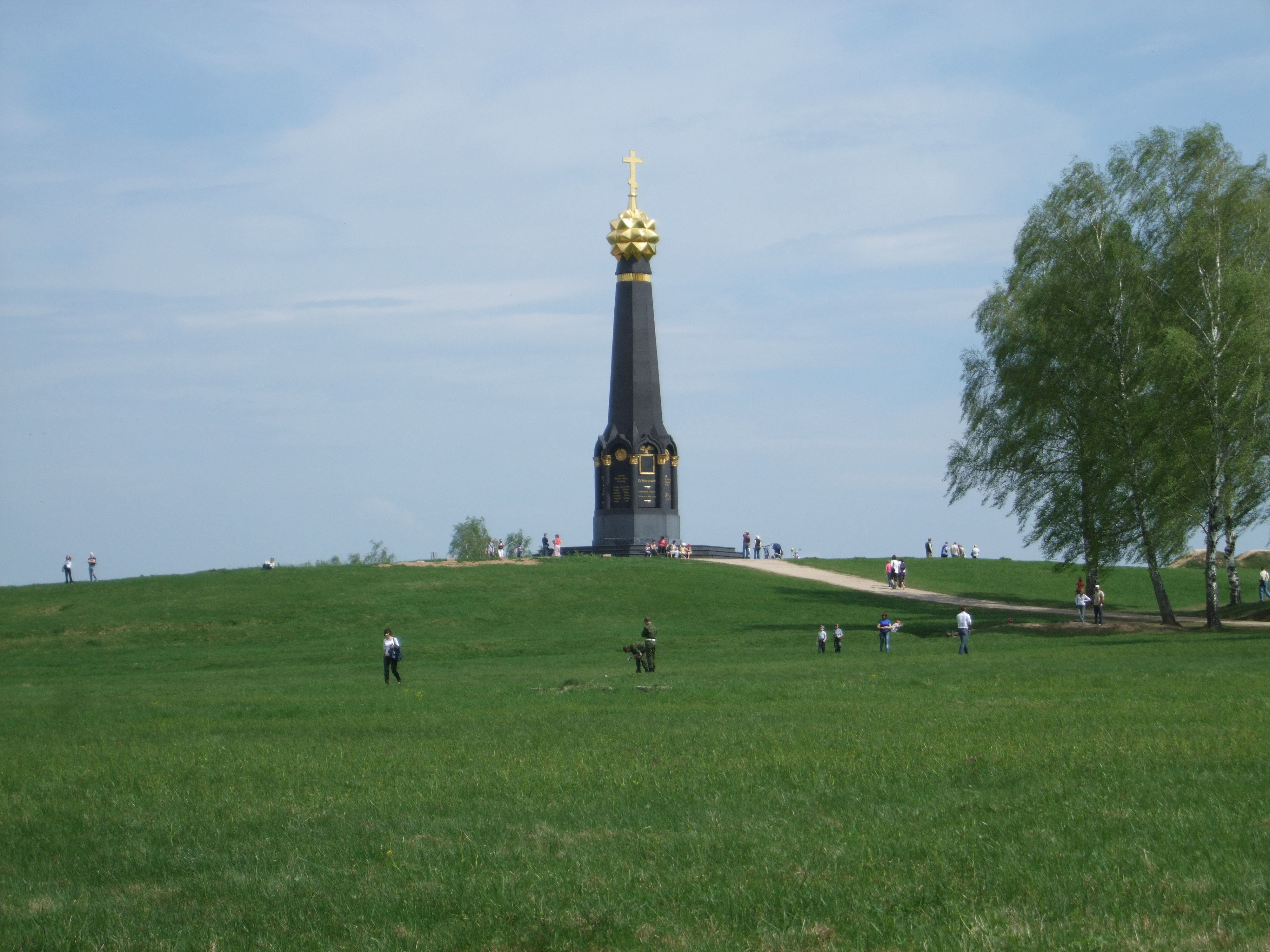
Бородинское поле. Главный монумент на месте, где была батарея Раевского

### Бородинское поле
Вдова одного из погибших в битве генералов основала на территории Багратионовых флешей женскую обитель, в которой уставом было предписано «приносить молитвы … за православных вождей и воинов, которые в сих местах за веру, государя и отечество на брани живот свой положили в лето 1812 года». В восьмую годовщину сражения 26 августа 1820 года был освящён первый храм обители. Храм возведён как памятник воинской славы.
К 1839 году земли в центральной части Бородинского поля были выкуплены императором Николаем I. В 1839 году на Курганной высоте, на месте батареи Раевского, был торжественно открыт монумент, у его основания перезахоронен прах Багратиона. Напротив Батареи Раевского была построена сторожка для ветеранов, которые должны были ухаживать за памятником и могилой Багратиона, вести Книгу записей посетителей, показывать приезжающим план сражения, находки с поля битвы.
В год празднования 100-летия сражения сторожка была перестроена, на территории Бородинского поля были установлены 33 монумента корпусам, дивизиям, полкам русской армии.
На территории современного музея-заповедника площадью 110 км² расположены более 200 памятников и памятных мест. Ежегодно в первое воскресенье сентября на Бородинском поле более тысячи участников воссоздают эпизоды Бородинского сражения в ходе военно-исторической реконструкции.

### 100-летие сражения

Память о сражении
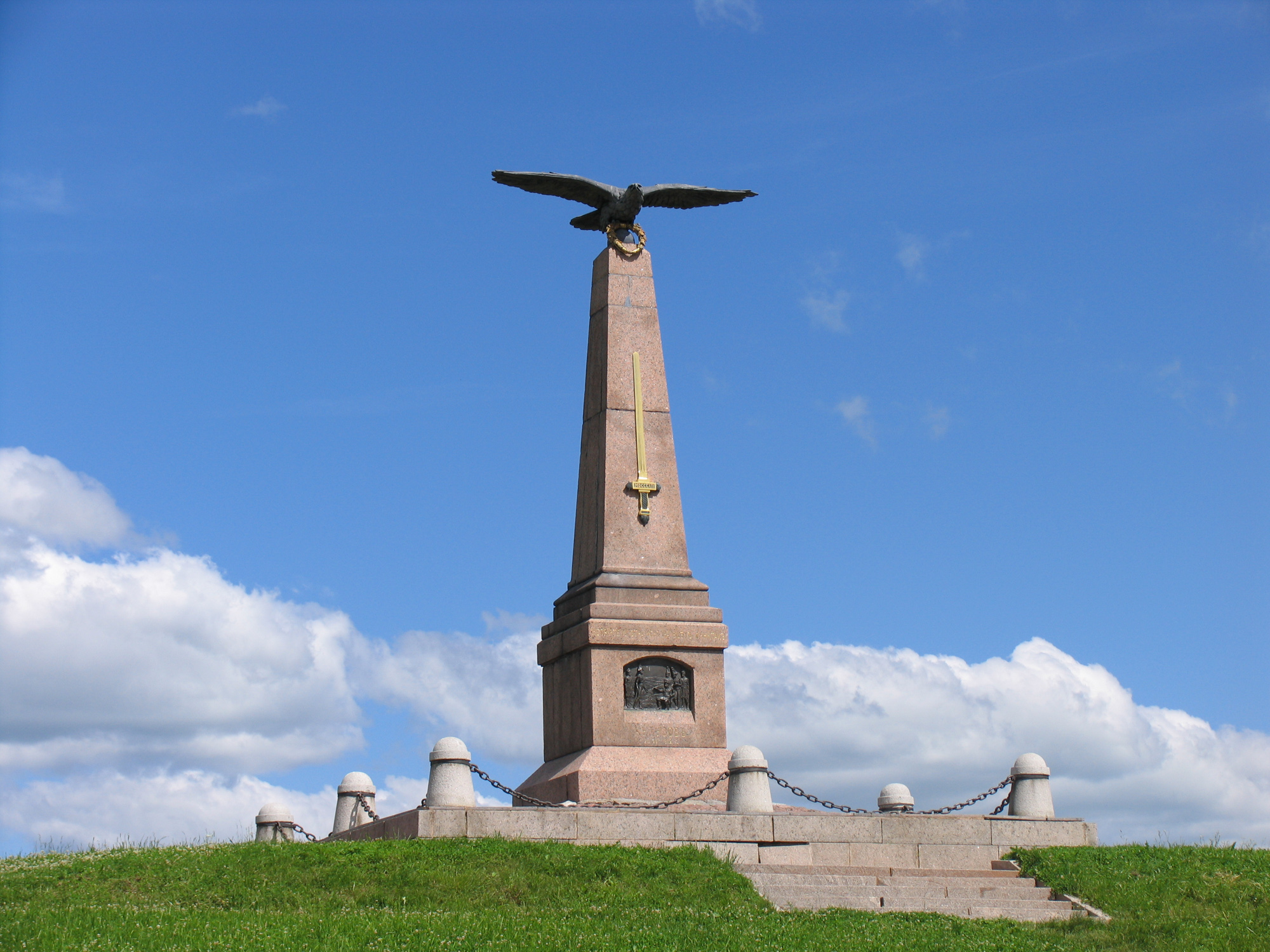
Памятник Кутузову на Бородинском поле, 2005
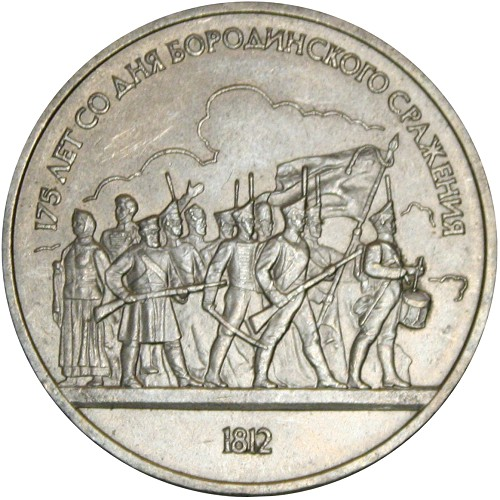
Памятная монета достоинством 1 рубль в честь 175-летия Бородинского сражения
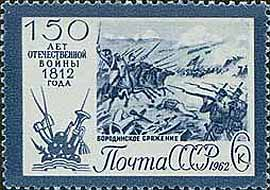
Почтовая марка СССР, 1962 год
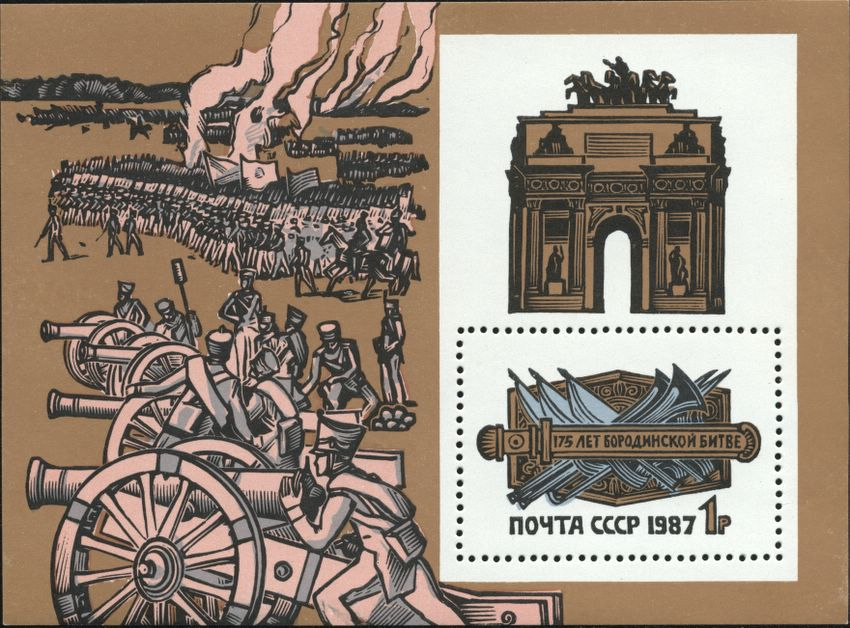
Почтовый блок СССР, 1987 год

### Бородинская панорама

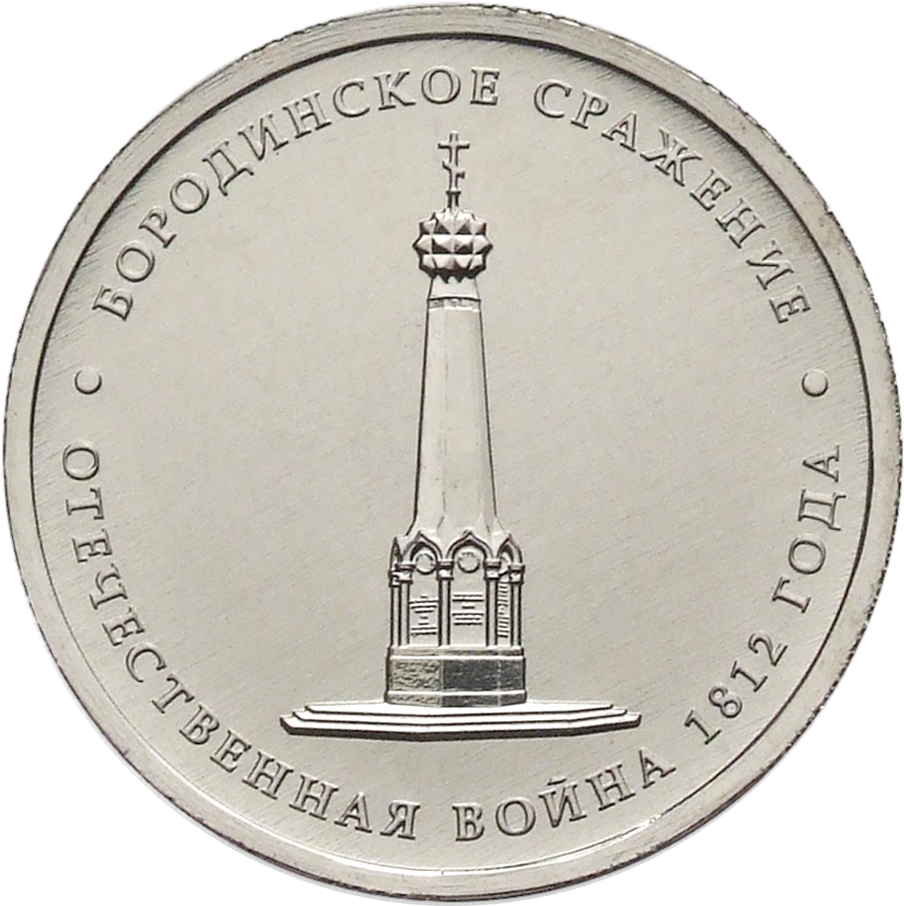
Памятная монета номиналом 5 рублей «Бородинское сражение», 2012